# Historisches Archiv der Stadt Köln
Das Historische Archiv der Stadt Köln (seit Januar 2023: Historisches Archiv mit Rheinischem Bildarchiv) ist das Stadtarchiv von Köln. Es archiviert Archivgut der Gremien und Ämter der Stadtverwaltung Köln sowie Archivgut von zahlreichen anderen Stellen wie zum Beispiel Unternehmen, Vereinen und Einzelpersonen mit Bezug zu Köln. Durch die dichte Überlieferung seit dem Hochmittelalter mit zahlreichen Urkunden, Akten, Handschriften und Nachlässen gelten die Bestände als geschichtlich besonders wertvoll. Mit einem Umfang von etwa 30 Regalkilometern Archivgut ist es das größte deutsche Kommunalarchiv.
Das Stadtarchiv Köln überstand den Zweiten Weltkrieg unbeschadet. Am 3. März 2009 stürzte der Gebäudekomplex samt zwei Nachbargebäuden aufgrund von Fehlern beim Bau eines U-Bahn-Tunnels ein. Dabei wurden zwei Menschen getötet und rund 90 Prozent des Archivguts verschüttet, ein Großteil davon im Grundwasser. Nach Abschluss der Bergungsphase im Jahr 2011, in der rund 95 % des verschütteten Archivgutes hatte geborgen werden können, dauerte die Erfassung der geborgenen Objekte bis 2021, die jedoch zu einem großen Teil restauriert werden müssen. Der 2017 begonnene Neubau des Archivs wurde am 3. September 2021 eröffnet. Er befindet sich am Eifelwall etwa eineinhalb Kilometer südwestlich des vormaligen Standorts. Seit März 2022 sind alle zwischenzeitlich auf Asylarchive verteilten Archivalien wieder nach Köln zurückgekehrt.

## Städtische Einrichtung

### Organisation
Organisatorisch gliedert sich das Archiv in die Abteilungen Verwaltung (44/1), Öffentlichkeitsarbeit (44/2), Vormoderne Bestände, Nachlässe und Sammlungen 44/3), Städtische Überlieferung seit 1815 und Grundsatzangelegenheiten (44/4), Bestandserhaltung (44/6), Benutzung, Bibliothek und Digitalisierung (44/7) und Rheinisches Bildarchiv (44/8). Die Fachabteilungen werden je nach Notwendigkeit durch fachübergreifende Projektgruppen ergänzt. So wurden für das Großprojekt Wiederaufbau des Historischen Archivs insgesamt sieben Projektgruppen gebildet, die Konzepte für Bestandszusammenführung oder den geplanten Neubau entwickelten und deren Umsetzung koordinierten. Neben Leitung, Fachabteilungen und Projektleitung wurde ein Provisorisches Archiv unter eigener Leitung gegründet.

#### Rheinisches Bildarchiv
Zum 1. Januar 2023 wurde das Rheinische Bildarchiv als Sachgebiet 44/8 an das Historische Archiv der Stadt Köln angegliedert- Die mit dem Kulturdezernat der Stadt Köln festgelegte Vereinbarung zwischen dem Historischen Archiv und dem Rheinischen Bildarchiv sichert eine dauerhafte Sichtbarkeit unter dem Namen Rheinischen Bildarchiv zu. Die Arbeitsbereiche und Aufgaben werden nicht verändert, sondern es sollen strukturelle Synergien im gemeinsamen Gebäude und im Bereich der Verwaltungsstrukturen genutzt werden.

### Gesetzliche Grundlagen
Gesetzliche Grundlage für die Arbeit der nordrhein-westfälischen Kommunalarchive und damit auch des Historischen Archivs der Stadt Köln ist das Archivgesetz des Landes Nordrhein-Westfalen von 1989, das nach § 10 auch entsprechende Anwendung auf die Kommunalarchive findet. Für die Stadt Köln ist der Archivbetrieb durch die Archivsatzung (letzte Änderung im Jahr 2007) geregelt. Das Bundesarchivgesetz findet keine Anwendung.

### Leitung
| Archivleiter             | Lebensdaten | Amtszeit  |  |
| ------------------------ | ----------- | --------- |  |
| Johann Jakob Peter Fuchs | 1782–1857   | 1815–1857 |  |
| Leonard Ennen            | 1820–1880   | 1857–1880 |  |
| Konstantin Höhlbaum      | 1849–1904   | 1880–1890 |  |
| Joseph Hansen            | 1863–1943   | 1891–1927 |  |
| Erich Kuphal             | 1895–1965   | 1932–1945 |  |
| Hermann Kownatzki        | 1899–1991   | 1945–1946 |  |
| Erich Kuphal             | 1895–1965   | 1946–1960 |  |
| Arnold Güttsches         | 1904–1975   | 1960–1969 |  |
| Hugo Stehkämper          | 1929–2010   | 1969–1994 |  |
| Everhard Kleinertz       | * 1939      | 1994–2004 |  |
| Bettina Schmidt-Czaia    | * 1960      | 2005–2025 |  |
| Ulrich Fischer           | * 1972      | 2025–     |  |

## Geschichte der Institution

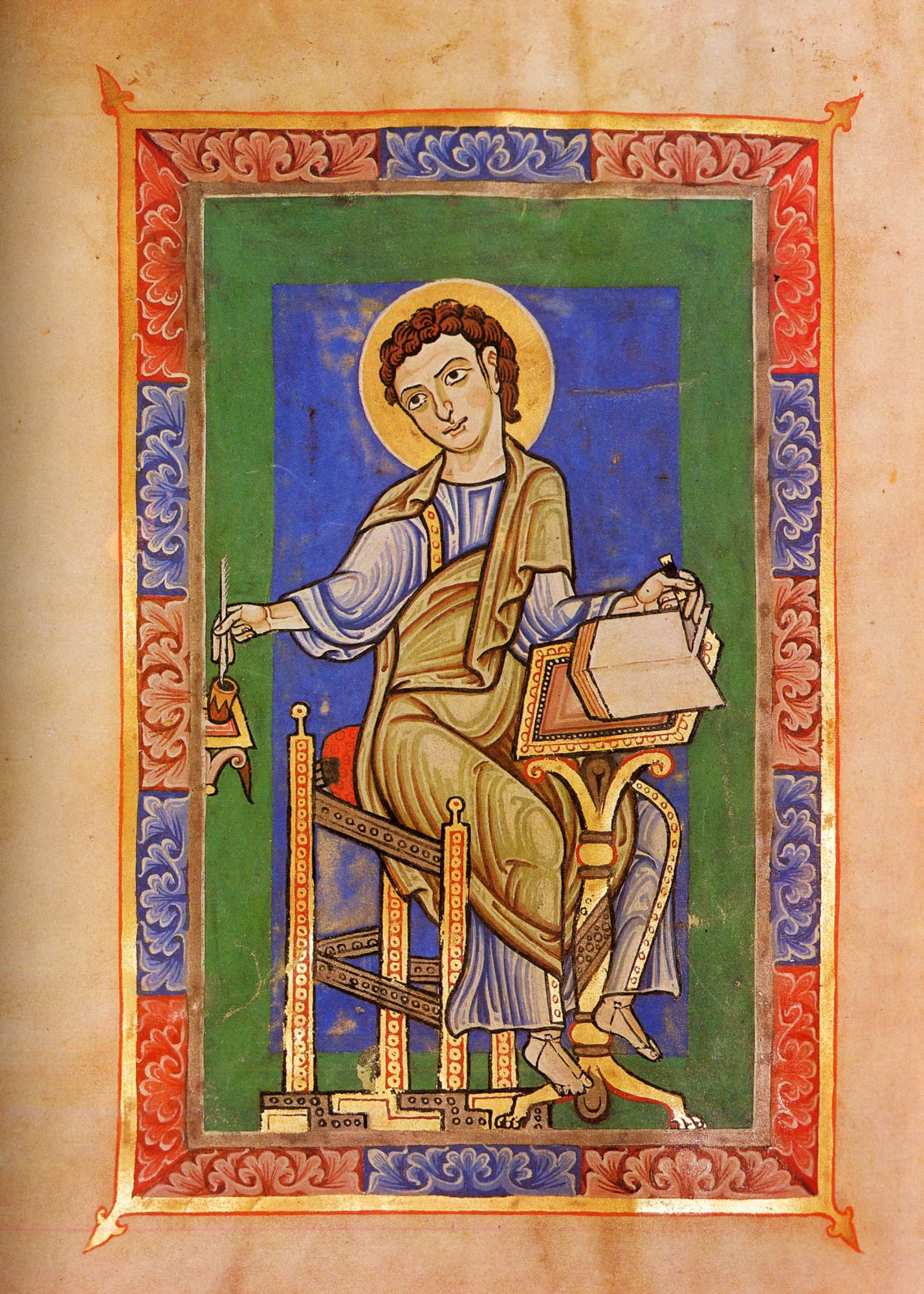
Evangelistenbild (um 1140) aus einer Handschrift des Historischen Archivs der Stadt Köln, derzeitiger Verbleib unklar

### Im Rathausturm und im Spanischen Gewölbe (15.–19. Jahrhundert)

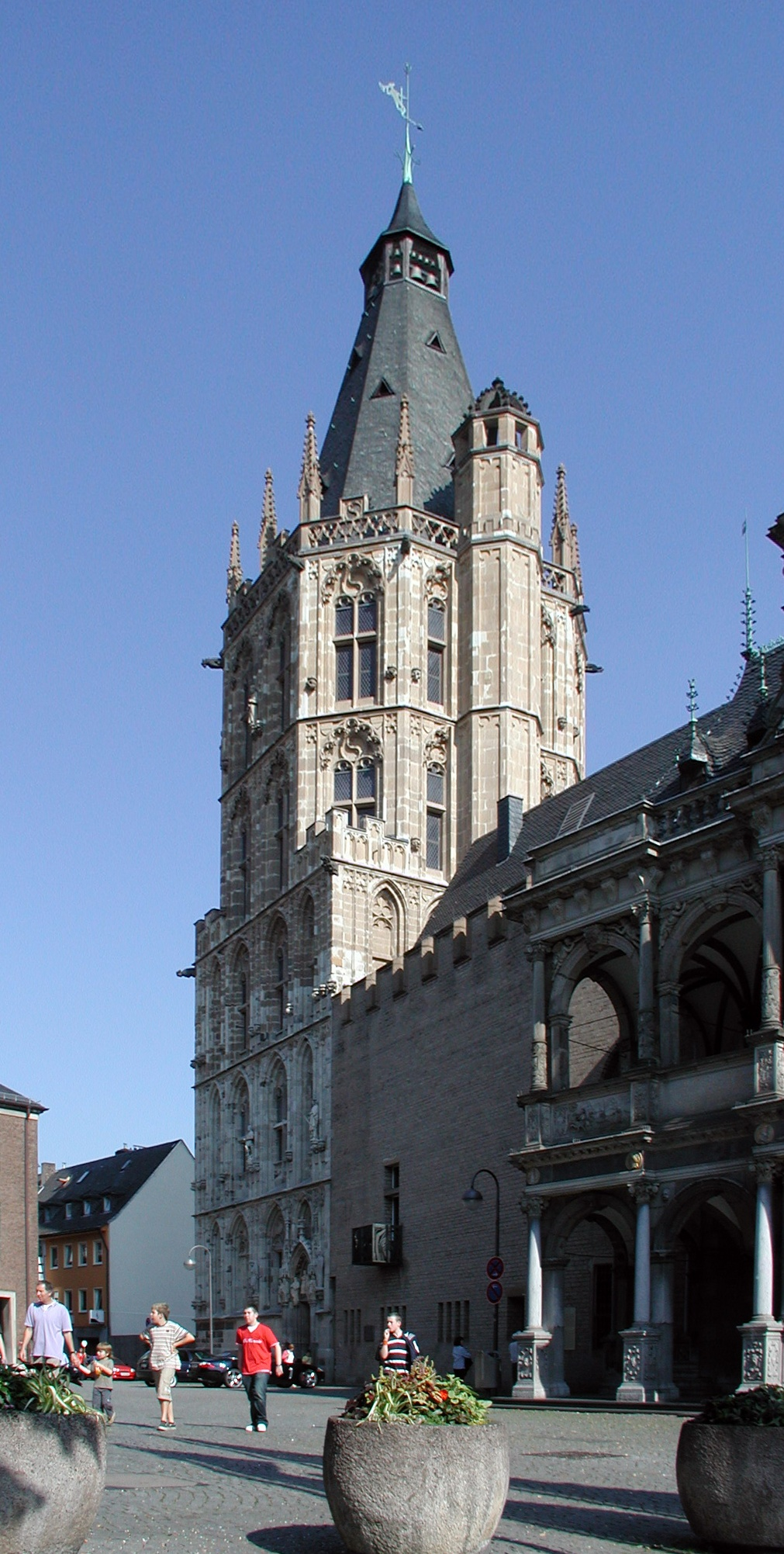
Kölner Rathausturm, Herbst 2007

Die in Köln praktizierte Art der Aufbewahrung von wertvollen Gütern oder wichtigen Urkunden der Kaufleute in eigens meist in Hinterhöfen errichteten gewölbten Lagerräumen wurde nicht nur von den Handelsherren angewandt, sondern auch durch die Stadtverwaltung. Archivgut waren Schriftstücke in Form von Privilegien, Verträgen, Prozessakten, Karten, Plänen, Siegeln, Nachlässen bedeutender städtischer Persönlichkeiten etc. Die wachsende, über die deutschen Grenzen hinaus auch international Handel treibende Stadt benötigte bald einen angemessenen sicheren Ort für ihre Akten.
So beschloss der Rat Concordatum anno 1406 quo supra feria quinta post assumptionis beate Marie (= am Donnerstag nach Maria Himmelfahrt, also am 19. August) den Bau des Rathausturms, eines vielen Zwecken und Aufgaben dienenden Gebäudes. Der von 1407 bis 1414 unter dem Rentmeister Roland von Odendorp (zeitweilig auch Bürgermeister der Stadt Köln) erbaute Rathausturm, um 1440 raizthorn genannt, war von seinen Erbauern auch zur Aufnahme und sicheren Lagerung städtischer Urkunden, Privilegien und Geldbriefen bestimmt. Das spätgotische Bauwerk ähnelt niederländischen Belfrieden, hat zwei vierkantige Obergeschosse mit weiteren zwei aufgesetzten achteckigen Geschossen und erreicht eine Höhe von 61 Metern. Aufgrund dieser Höhe war das oberste Geschoss, die Kure, die Wachstube des Feuerwächters. Im Turm, dem neuen städtischen Wahrzeichen bürgerlicher Macht, befanden sich auch:
- Ein „Kelre zo der Stede Weynen“ (Weinkeller), eine Ratskammer, eine Kammer „zo der Stede Reyschap“ (für Kriegsgerät der Reisigen) und ein „Gevolwe zo der Stede Privilegien“.[8][9] Das „gedenkbuch der jahren“ (16. Jahrhundert, heute Buch Weinsberg genannt) aus dem Nachlass des schon im Alter von 22 Jahren zum Rektor der Kölner Cronenburse avancierten und späteren Ratsherren Hermann von Weinsberg wurde erst im Jahr 1858 vom ersten Direktor, Leonard Ennen, im Archiv entdeckt.

Das älteste Urkundenfindbuch, versehen mit der Krone des Stadtwappens, stammt aus dem Jahr 1408/09. Die Urkunden der mittelalterlichen Stadt wurden in einem gewölbten Raum (gewulffe) des Rathausturmes in Laden (Truhen oder Schränken) untergebracht, die mit den Buchstaben A bis X gekennzeichnet („gemirckt“) waren. Einen Ehrenplatz hatte der Verbundbrief als Verfassungsurkunde der Stadt, der in einer Lade mit Krone gelagert war. So heißt es in einer Urkunde:

„Dit is eyn Register alle alsulger Privilegien ind brieffe, as die Stat van Coelne in yrme gewulffe beslossen haint ind die man yecklich besunder vynden mach in alsulgen laden, as gemirckt synt mit den boichstave; darup dit register cleerligen usswysungen deyt. In dem yersten in der laden gemirckt mit der Cronen liegt der verbuntbrieff.“

1815 wurde Stadtsekretär Johann Jakob Peter Fuchs beauftragt, die zum Bestand hinzugekommene Sammlung Wallraf zu inventarisieren. Fuchs leitete nebenamtlich von 1815 bis zu seinem Tod im Jahr 1857 das Kölner Stadtarchiv und sorgte dafür, dass es der wissenschaftlichen Forschung zugänglich wurde.

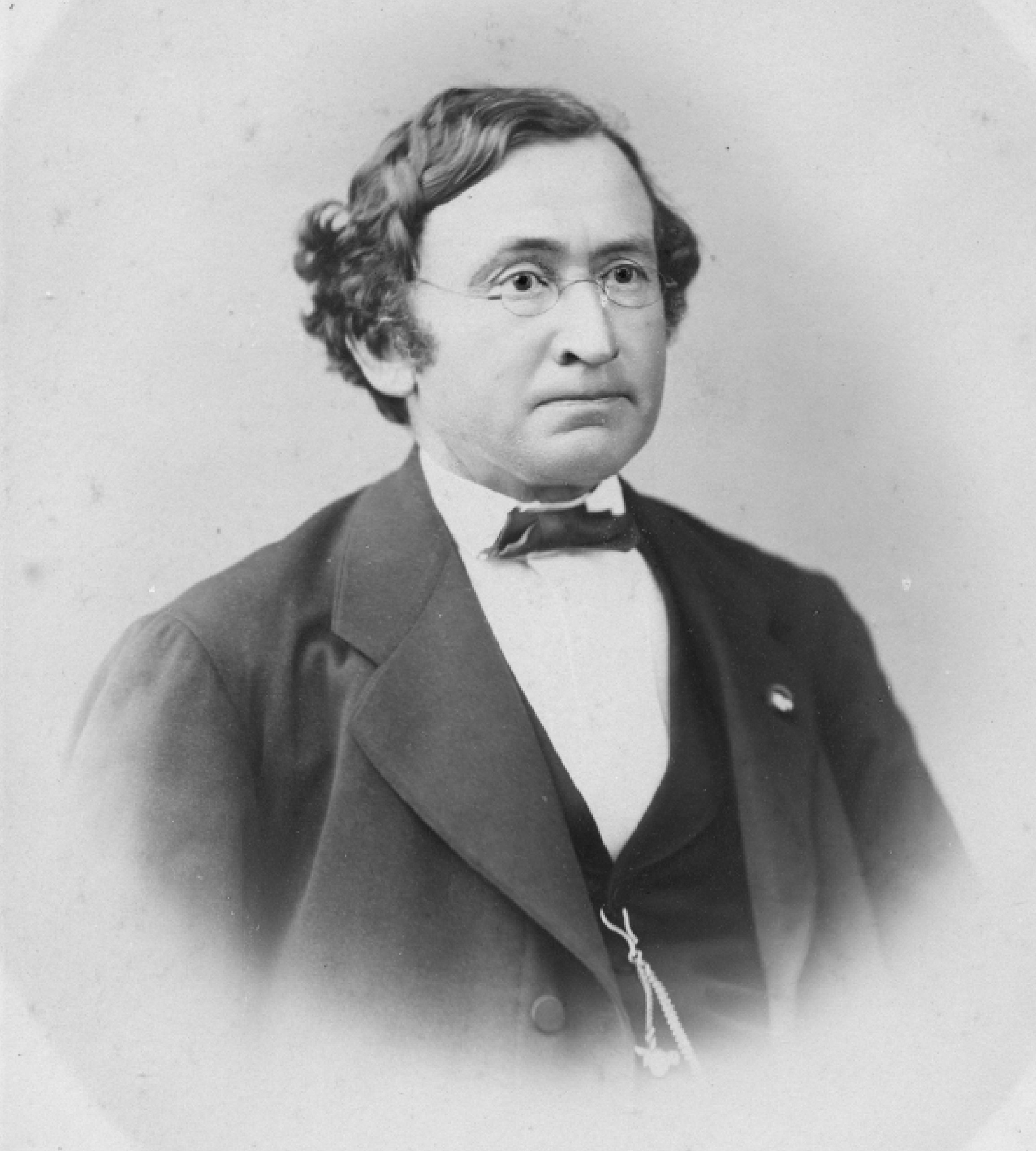
Leonard Ennen

Als erster Hauptamtlicher Archivar im Dienst der Stadt leitete Leonard Ennen nach Fuchs das Archiv. In seiner Amtszeit konnten Schriftstücke aus dem Nachlass Hermann von Weinsbergs, deren Bedeutung er erkannte, ins Archiv gelangen. Er leitete das Archiv bis zu seinem Tod 1880. Zu seinem Nachfolger wurde wegen seiner Hanse-Kenntnisse der Historiker Konstantin Höhlbaum berufen, der das Archiv bis 1890 leitete.
In der Amtszeit des Direktors Joseph Hansen (1891–1927) erfolgte der Umzug in den Archivneubau am Gereonskloster.

### Am Gereonskloster (1897–1971)

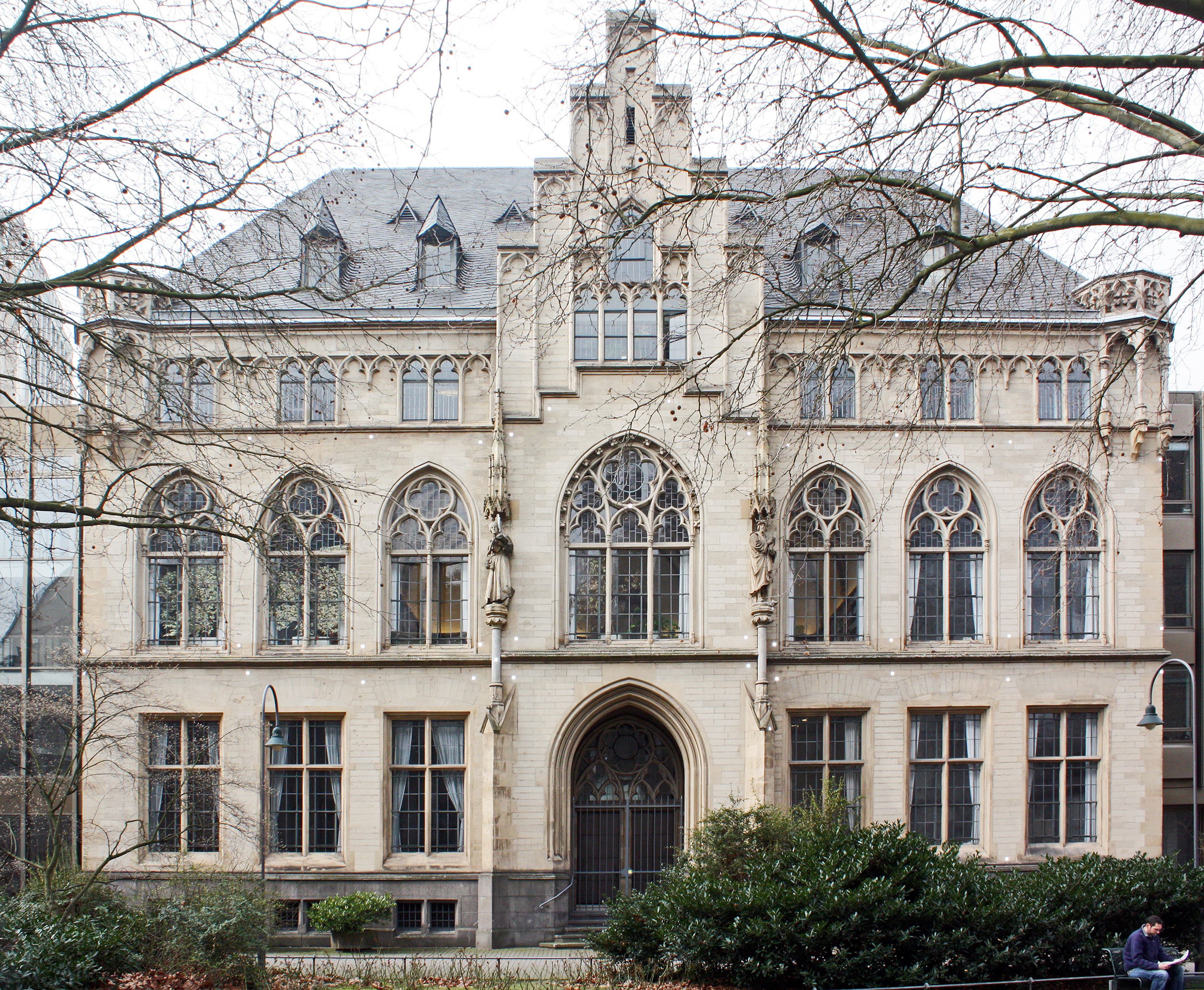
Köln, Stadtarchiv um 1897, später Privatbibliothek und ab 2014 Teil eines Hotels

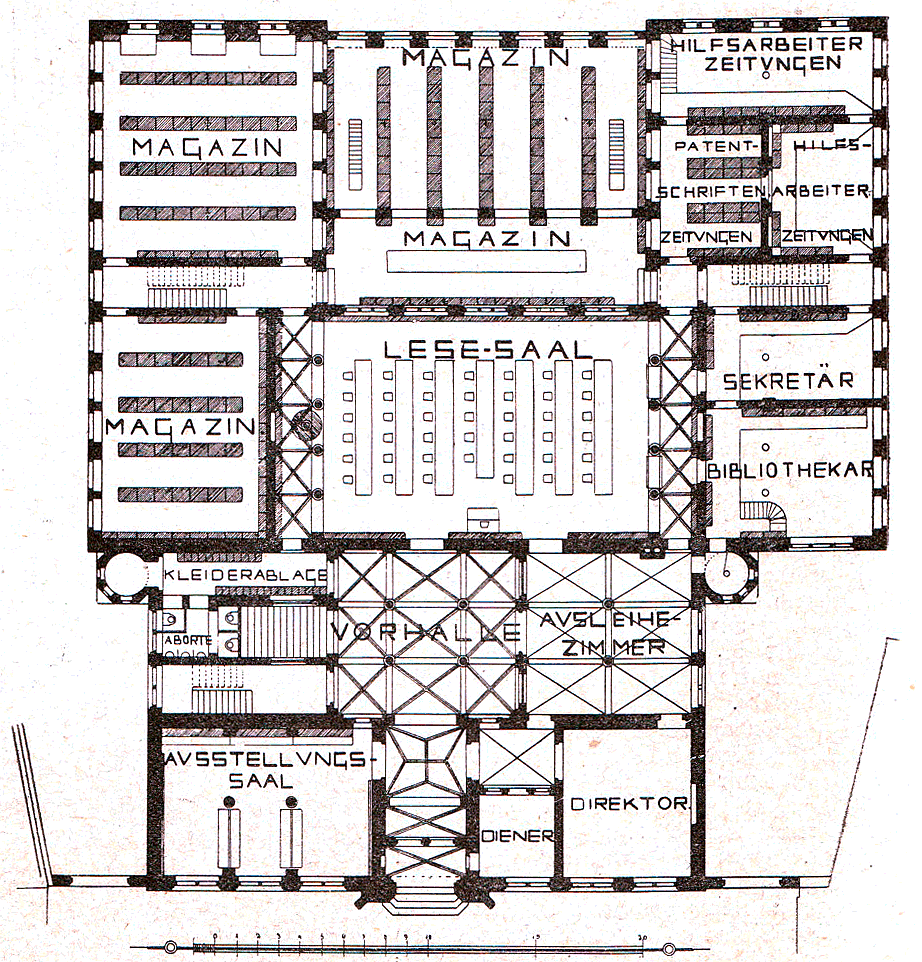
Erdgeschoss-Grundriss des Städtischen Bibliothek- und Archivgebäudes am Gereonskloster

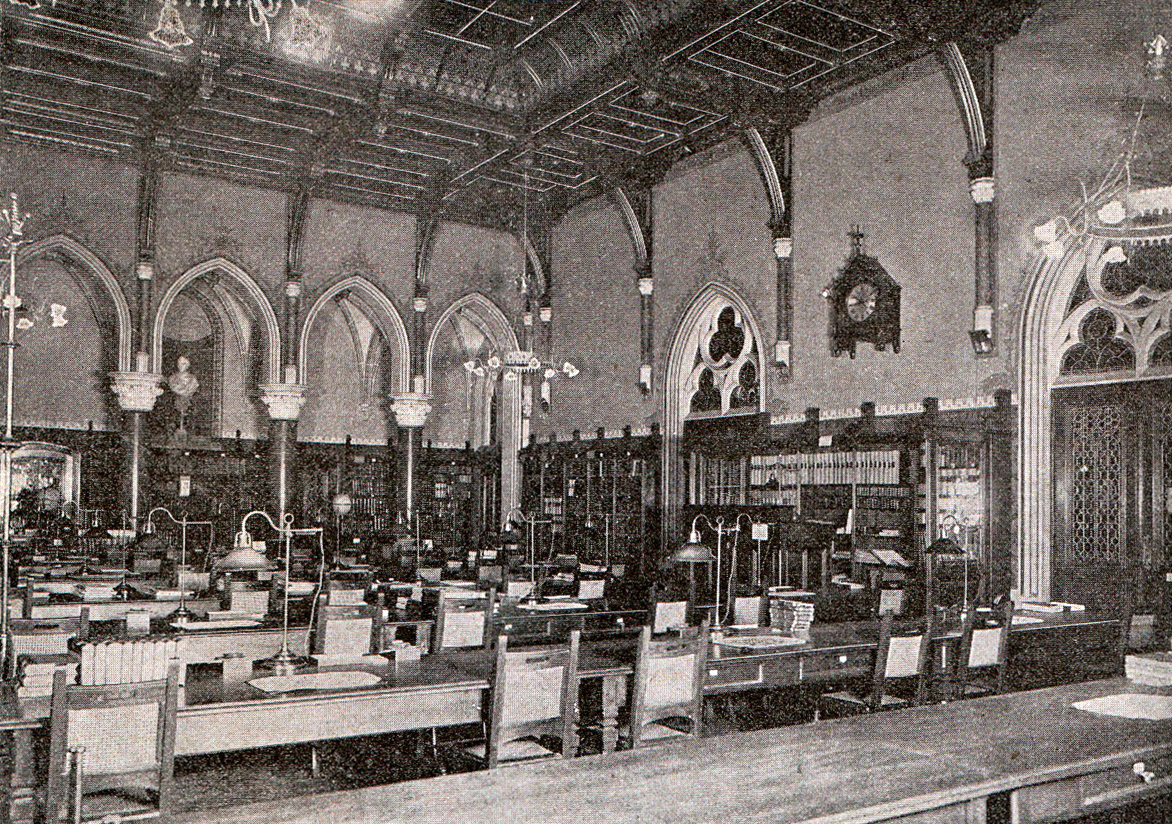
Lesesaal im Erdgeschoss, Zustand 1902

Nach Plänen des Stadtbaurates Friedrich Carl Heimann (1850–1921) errichtete die Stadt am Gereonskloster 12 ein repräsentatives neugotisches Gebäude. Heimann war ein Schüler des Architekten Julius Carl Raschdorff und wurde im Jahr 1913 erster Stadtkonservator Kölns. Neben Heimann waren Regierungsbaumeister Brugger und Architekt Mohr am Bau beteiligt. Der Grundstein wurde am 16. Mai 1894 gelegt, und im Dezember 1897 bezog das Archiv gemeinsam mit der Stadtbibliothek das neue Gebäude.
Das dreigeschossige Gebäude präsentierte sich an der Eingangsseite durch einen großen Mittelgiebel und im ersten Obergeschoss durch eine große, maßwerkverzierte Fensterfront, während die weiteren Fenster eher einfach gehalten waren. Skulpturen des Chronisten Gottfried Hagen und des ersten Kölner Buchdruckers Ulrich Zell flankierten unter verzierten Baldachinen das Hauptportal. Die vorderen Ecken des Gebäudes schlossen oben mit schlanken Flachthürmchen ab. Das Schieferdach hatte ursprünglich noch vergoldete Ziergitter als Schmuckwerk auf dem First, diese sind jedoch nicht mehr vorhanden, ebenso wie zwei das Gebäude rechts und links flankierende Toreingänge. Ein hinterer Gebäudeteil war als Backstein-Zweckbau architektonisch deutlich einfacher gehalten.
Die Innenräume des Bibliotheks- und Archivgebäudes hatten sowohl zweckmäßige als auch repräsentative Elemente. So gab es in Lesesaal und Treppenhaus Sterngewölbe, Säulenumgänge, goldverzierte Holzdecken und üppige Schnitzarbeiten an Türen und Konsolen. Der prachtvollste Raum war der Bibliotheks-Lesesaal im Erdgeschoss, der Archiv-Lesesaal im Obergeschoss wird „vornehm und in der Art eines Klosterrefektoriums“ beschrieben. Die großen Magazinräume waren durch ein System feuerfester Decken und feuersicherer Treppen geschützt, geheizt wurde mittels einer Niederdruck-Dampfheizung.
Das neue Haus verfügte über ausreichenden Raum, um die in diese Zeit fallenden wichtigen Aktenzuwächse durch die Eingemeindungen bisher selbständiger Städte und Gemeinden in die Stadt aufnehmen zu können.
Am Ende des Zweiten Weltkriegs erlitt das Archivgebäude Bombenschäden, dank der rechtzeitigen Archivalienauslagerung aber keine Bestandsverluste. Der Archivleiter Erich Kuphal hatte gemeinsam mit seinem Mitarbeiter Arnold Güttsches bereits 1939 begonnen, die Bestände nach und nach in abgelegene Orte des Bergischen, Wildenburger- und Siegerlandes auszulagern. Die letzten Bestände wurden nach dem Tausendbomberangriff auf Köln 1942 per Schiff auf die Festung Ehrenbreitstein gebracht.

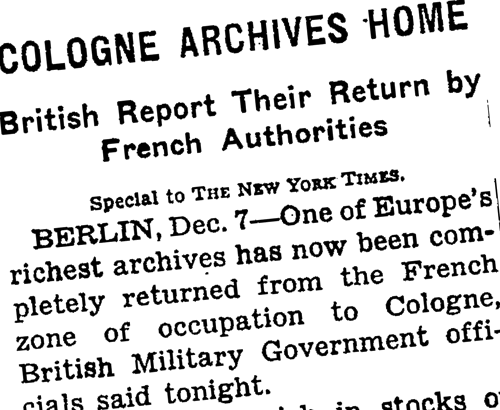
Die New York Times berichtete am 8. Dezember 1946 über die Rückholung von Archivgütern mit britischen Transportern aus der französischen Besatzungszone.

Nach einer Interimszeit von Oktober 1945 bis Ende November 1946, in der Hermann Kownatzki den Wiederaufbau des verwaisten Archivs kommissarisch leitete, setzte die britische Militärregierung den zuvor suspendierten Erich Kuphal wieder als leitenden Mitarbeiter des Stadtarchivs ein. Hier bemühte er sich um die Rückführung der Archivbestände, die bis 1947 abgeschlossen werden konnte. Erich Kuphal war bis zum Jahr 1960 für das städtische Archiv der Stadt tätig. Im Juli des gleichen Jahres, mit Erreichen seines 65. Lebensjahres, trat er in den Ruhestand. Den Bezug des neuen Archivhauses an der Kölner Severinstraße im Jahr 1971 erlebte er nicht mehr. Erich Kuphal verstarb im Jahr 1965.
Nach der langjährigen Amtszeit Erich Kuphals wurde am 18. November 1960 Arnold Güttsches zum Nachfolger als Leiter des städtischen Archivs ernannt. Diesem folgte, nach Güttsches Pensionierung im Jahr 1969, Hugo Stehkämper (1969 bis 1994). In Stehkämpers Amtszeit fielen der von seinem Vorgänger erreichte Archivneubau und der Umzug der Institution an die Severinstraße. Das Gebäude am Gereonskloster 12 gehörte zum Komplex der Gerling-Versicherung und diente dort als Privatbibliothek, 2014 wurde es zum Hotel umgebaut.

### An der Severinstraße (1971–2009)

#### Architektur und Klimatisierung

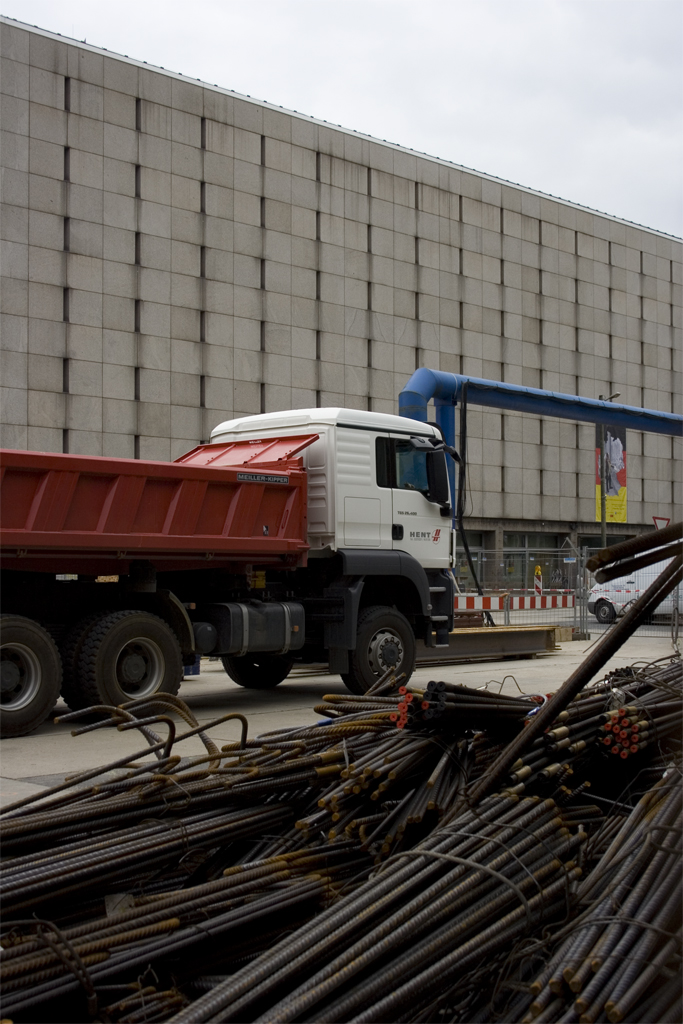
Stadtarchiv in der Severinstraße, 2008

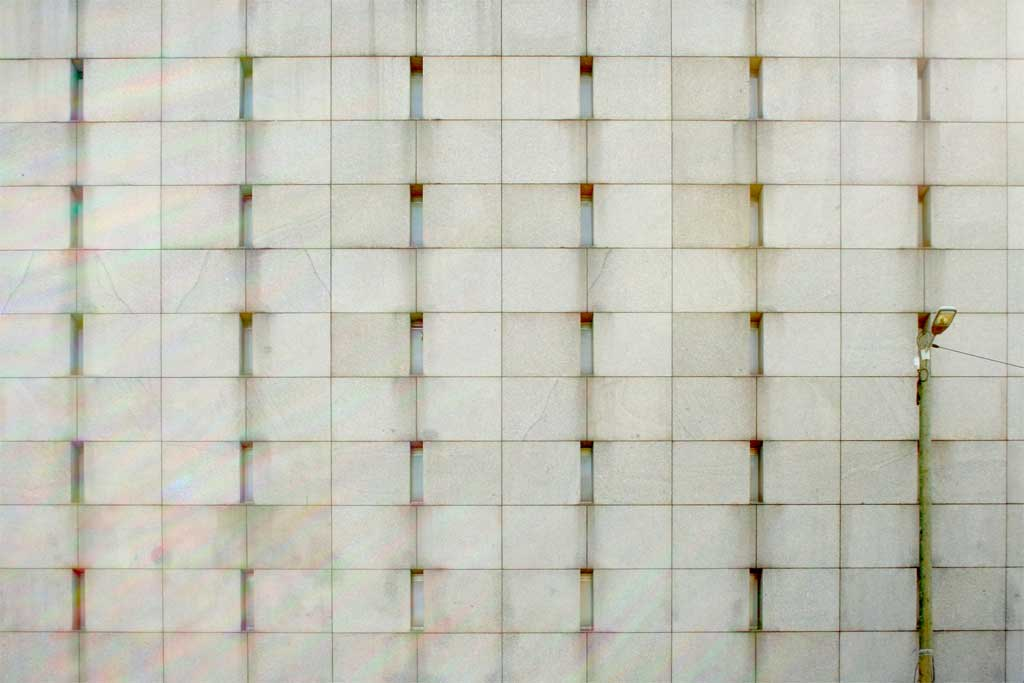
Gebäudefassade des Stadtarchivs

Unter Leitung des planenden Architekten Fritz Haferkamp wurde ein siebengeschossiges Archivgebäude in der Severinstraße 222–228 erbaut und 1971 eröffnet. Dabei galt als eines der Hauptziele, das Archivgut vor den unterschiedlichsten Witterungs- und Klimaeinflüssen zu schützen und ein möglichst ausgeglichenes Raumklima zu schaffen.
Gegen den zeitgenössischen Trend, Archive künstlich zu klimatisieren (zum Beispiel beim Hauptstaatsarchiv Düsseldorf, Landesarchiv Berlin und dem Hauptstaatsarchiv in München), entschied man sich für eine bauphysikalische Klimatisierungslösung, die möglichst selbstregulierend und mit wenig zusätzlicher Klimatechnik auskommt. Dieses sogenannte Kölner Modell für die Klimatisierung wurde zum Vorbild für beinahe alle nachfolgenden Archivbauten.
Um einen maximalen Schutz vor äußeren Witterungseinflüssen zu erreichen, erhielt das Magazin ein Stahlbetonskelett mit einer 49 Zentimeter starken Ziegelwand aus gebrannten Vollziegeln. Dazu kam eine im Abstand von sieben Zentimetern angebrachte, helle Fassade aus tschechischem Granit. Innen wurden die Magazinwände mit Kalkmörtel verputzt, mit dem Luftfeuchtigkeit aus dem Magazin gebunden, durch die Ziegelwände nach außen diffundiert und durch den Raum zwischen Wand und Fassade abgeführt werden konnte. Nur die Kellerräume, die unter einer 30 Zentimeter dicken Geschossdecke lagen, wurden künstlich klimatisiert.
130 Zentimeter hohe und 25 Zentimeter breite Lichtschlitze an der Außenwand ließen nur indirektes Licht durch, so dass Sonnenlicht keine Temperaturschwankungen verursachen konnte – größere Fenster gab es nur im Erdgeschoss. Außerdem dienten die Schlitze der direkten Belüftung: Jeweils gegenüberliegende Öffnungen sorgten für einen genau parallel zu den Regalreihen laufenden Luftzug.

#### Nutzungskonzept und technische Ausstattung
Der dominante, 21,4 Meter hohe Magazinteil des Gebäudes erstreckte sich auf einer Breite von 48,8 Metern zur Severinstraße und 16 Metern in das Grundstück hinein. Im Erdgeschoss befanden sich zur Straße hin ein Ausstellungsraum und die Eingangshalle. Hinter dem Magazingebäude schlossen sich eingeschossige Anbauten an, die sich um vier Innenhöfe gruppierten. In diesen hinteren Räumen befanden sich der Lesesaal, rund 20 Büroräume, die Restaurierungswerkstatt und weitere Betriebsräume.
Das über beide Gebäudeteile verbundene Kellergeschoss beherbergte neben dem Magazin im vorderen Teil das Urkundenarchiv, die Dienstbücherei und unter einem Lichthof einen mit 60 Zentimetern Stahlbeton ummantelten Schutzbunker für Urkunden und Akten. Neben einer CO2-Löschanlage und Wärmemeldern in einigen Räumen gab es zum Schutz gegen Einbruch eine Alarmanlage.
Das Magazin ab der ersten Etage konnte pro Geschoss 4221 Regalmeter Archivgut auf 647 Quadratmetern Nutzfläche aufnehmen. Die Raumhöhe der Geschosse betrug jeweils 2,3 Meter, die Regale waren 2,25 Meter hoch.
Nach dem Umzug des Archivs vom Gereonskloster in das neue Gebäude (26. April bis 20. Juni 1971) wurden knapp 44 Prozent des gesamten Volumens belegt.

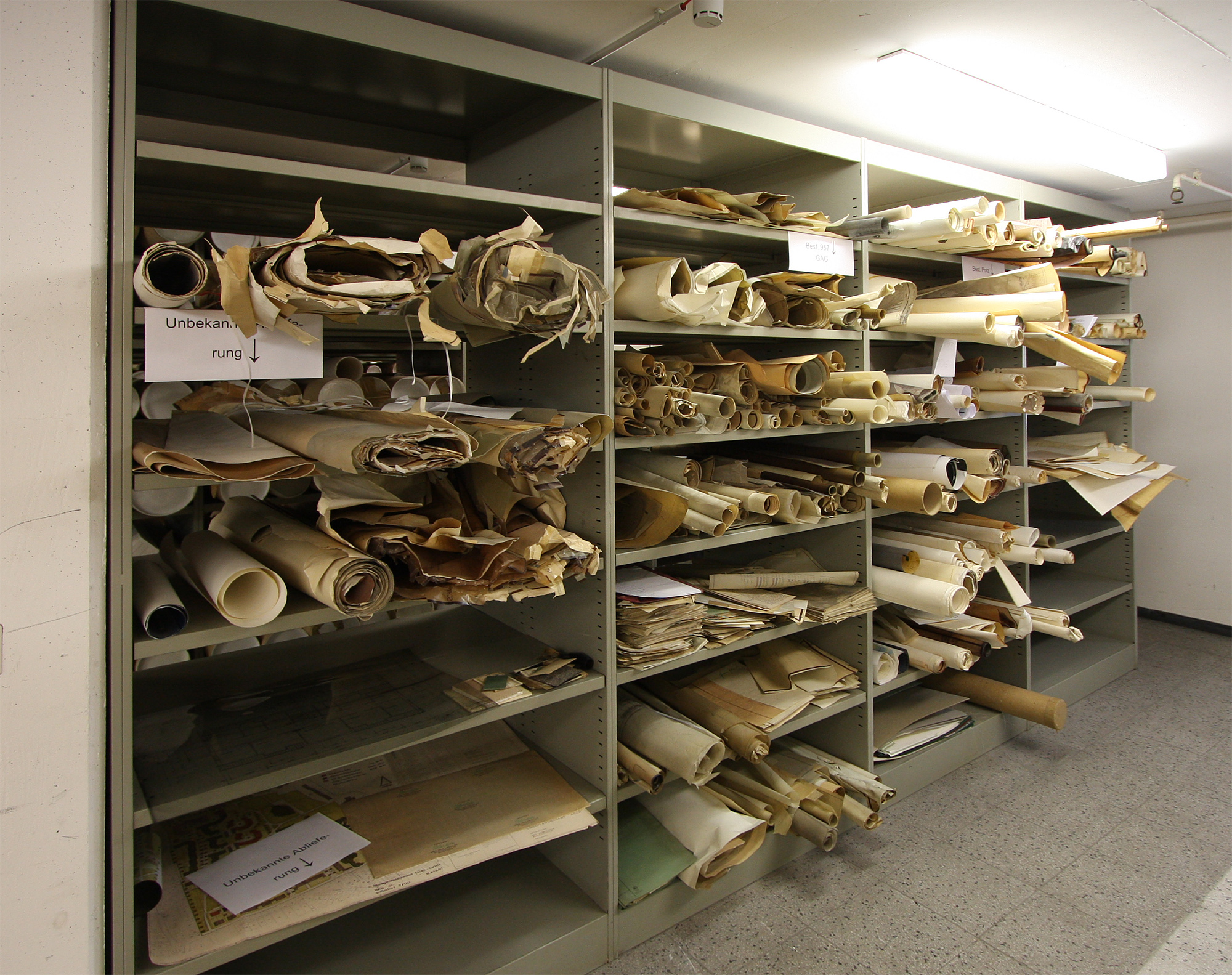
Detail aus einem Magazinraum im Gebäude Severinstraße, September 2008

Die Lagerfläche war nur auf eine geschätzte Nutzungsdauer von 30 Jahren konzipiert. Die Aufnahmekapazität wurde schon 1996 erreicht.(Quelle?) In den letzten Jahren vor dem Einsturz wurden eher belanglose Dokumente ausgelagert. Seit 2007 gab es erste Planungen für einen Neubau des Stadtarchivs.
Everhard Kleinertz, der seit 1973 im Stadtarchiv tätig war und es von 1994 bis 2004 als Nachfolger von Hugo Stehkämper leitete, erlebte eine Ära von Personaleinsparungen und Sachmittelkürzungen. In seiner Amtszeit wurde der Personalbestand des Archivs mehr als halbiert; auch die Technikausstattung war suboptimal: 2004 gab es im gesamten Haus nur einen Internetanschluss.
Die Historikerin Bettina Schmidt-Czaia, die das Stadtarchiv seit 2005 leitet, konnte den Personalbestand wieder etwas konsolidieren und die technische Ausstattung im Rahmen ihrer Möglichkeiten modernisieren. Gleichzeitig gibt es Kritik an Schmidt-Czaias umstrittenem Führungsstil; Kritiker machen diesen u. a. für „einen hohen Personal- und Ressourcenverschleiß“ verantwortlich.

### Bauarbeiten und Vorschäden

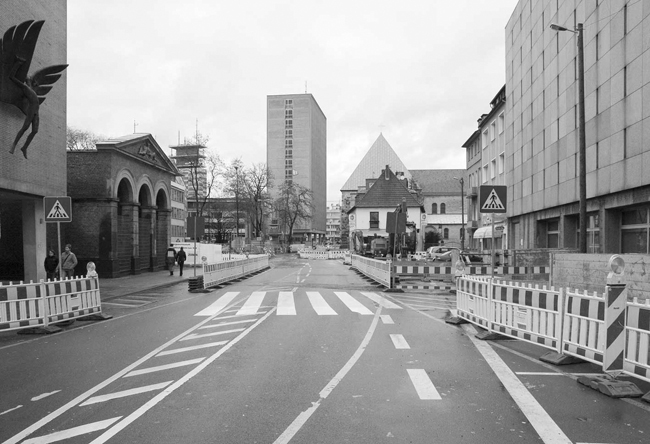
Baustellenvorbereitung der Nord-Süd-Stadtbahn im Februar 2005 (rechts das Archivgebäude); aus einer Langzeitdokumentation des Fotografen Eusebius Wirdeier

Vor dem Archivgebäude verläuft ein Tunnel der im Bau befindlichen Nord-Süd-Stadtbahn. Bereits 2007 und 2008 gab es während der Tunnelbohrungen Zwischenfälle mit einem Wasserrohrbruch und einem Leck in der Kohlendioxid-Löschanlage des Archivs. Hinzu kamen kleinere Setzrisse, die jedoch von den Kölner Verkehrs-Betrieben nicht als relevant eingestuft wurden. Im Februar 2009 wurde eine Absenkung um sieben Millimeter innerhalb von 24 Stunden festgestellt; insgesamt hatte sich das Gebäude während der Bauarbeiten zwischen 17 und 20 Millimeter gesetzt. Die 2008 festgestellten und auch vom Archiv gemeldeten Setzungen führten nicht zu weitergehenden Untersuchungen, obwohl ein Gutachter empfohlen hatte, außerhalb des Gebäudes nach den Ursachen der Risse zu suchen.

### Einsturz des Gebäudes im März 2009

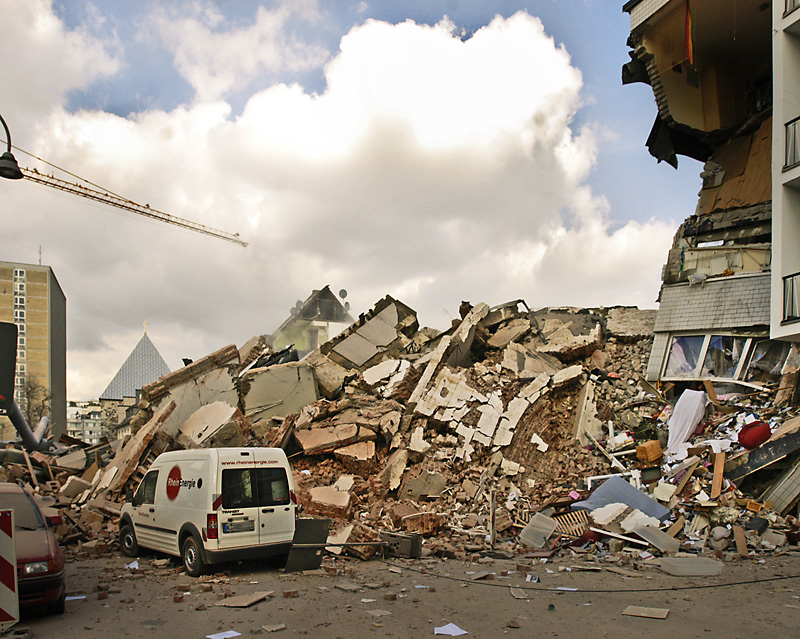
3. März 2009: Das Kölner Stadtarchiv unmittelbar nach dem Einsturz

Zum Zeitpunkt des Archiveinsturzes befand sich unmittelbar vor dem Gebäude eine 25 Meter tiefe, nach oben offene Baugrube, in der die „Gleiswechselanlage Waidmarkt“ der Kölner Nord-Süd-Stadtbahn gebaut werden sollte. Sie wurde durch Schlitzwände gegen das Grundwasser abgedichtet. Nachfließendes Wasser wurde permanent durch Brunnen abgepumpt.
Am 3. März 2009 bemerkten Bauarbeiter kurz vor 14 Uhr einen Wassereinbruch im unteren Bereich der Baustelle; sie verließen fluchtartig die Baugrube und warnten Bewohner der angrenzenden Häuser, die Mitarbeiter und Benutzer des Archivs sowie Verkehrsteilnehmer vor der Gefahr. Der hintere flache Archivanbau, in dem sich die meisten Mitarbeiter aufhielten, konnte geräumt werden; Lesesaalbenutzer verließen das Gebäude im letzten Augenblick zur Severinstraße hin, bevor das Gebäude zur Straße hin einstürzte. Die Warnungen erreichten jedoch nicht alle Bewohner der angrenzenden Gebäude. Zwei junge Männer, die zum Zeitpunkt des Unglücks vermutlich schliefen, wurden nach fünf bzw. neun Tagen tot geborgen. 36 Anwohner benachbarter Häuser (Severinstraße und Georgsplatz), die bei dem Einsturz beschädigt wurden und abgerissen werden mussten, verloren ihre Wohnungen.
Als Ursache des Einsturzes galt ein Jahr nach dem Einsturz bei den meisten Sachverständigen ein Leck der Schlitzwand in 30 Metern Tiefe, durch das ständig Wasser in die Baugrube nachfloss, das wiederum stetig abgepumpt wurde. Dabei sollen Sand und kleinere Partikel mit weggeschwemmt worden sein, sodass sich unterhalb des Archivgebäudes ein Hohlraum bildete. Zusammen mit dem unmittelbaren Wassereinbruch durch das Loch ergebe sich der unmittelbare Auslöser des Unglücks. Mit Abschluss des Prozesses hat sich ergeben, dass ein Baufehler bei der Herstellung der Schlitzwand für den Einsturz verantwortlich gewesen ist. Dabei wurde ein Hindernis, ein größerer Gesteinsblock, bei Erstellung der Schlitzwand nicht beseitigt, weswegen diese nicht dicht hergestellt werden konnte, da Erdreich im Bereich der Schlitzwand verblieb. Auch einige der stützenden Bewehrungskörbe konnten deshalb nicht lagegerecht eingebaut werden. Aufgrund dessen konnte Grundwasser, nachdem sich das Erdreich mit Wasser gesättigt hatte, relativ schlagartig durch die undichte Schlitzwand eintreten, wodurch letztlich durch Mitreißen von Bodenmaterial den eingestürzten Gebäuden der Boden entzogen wurde.

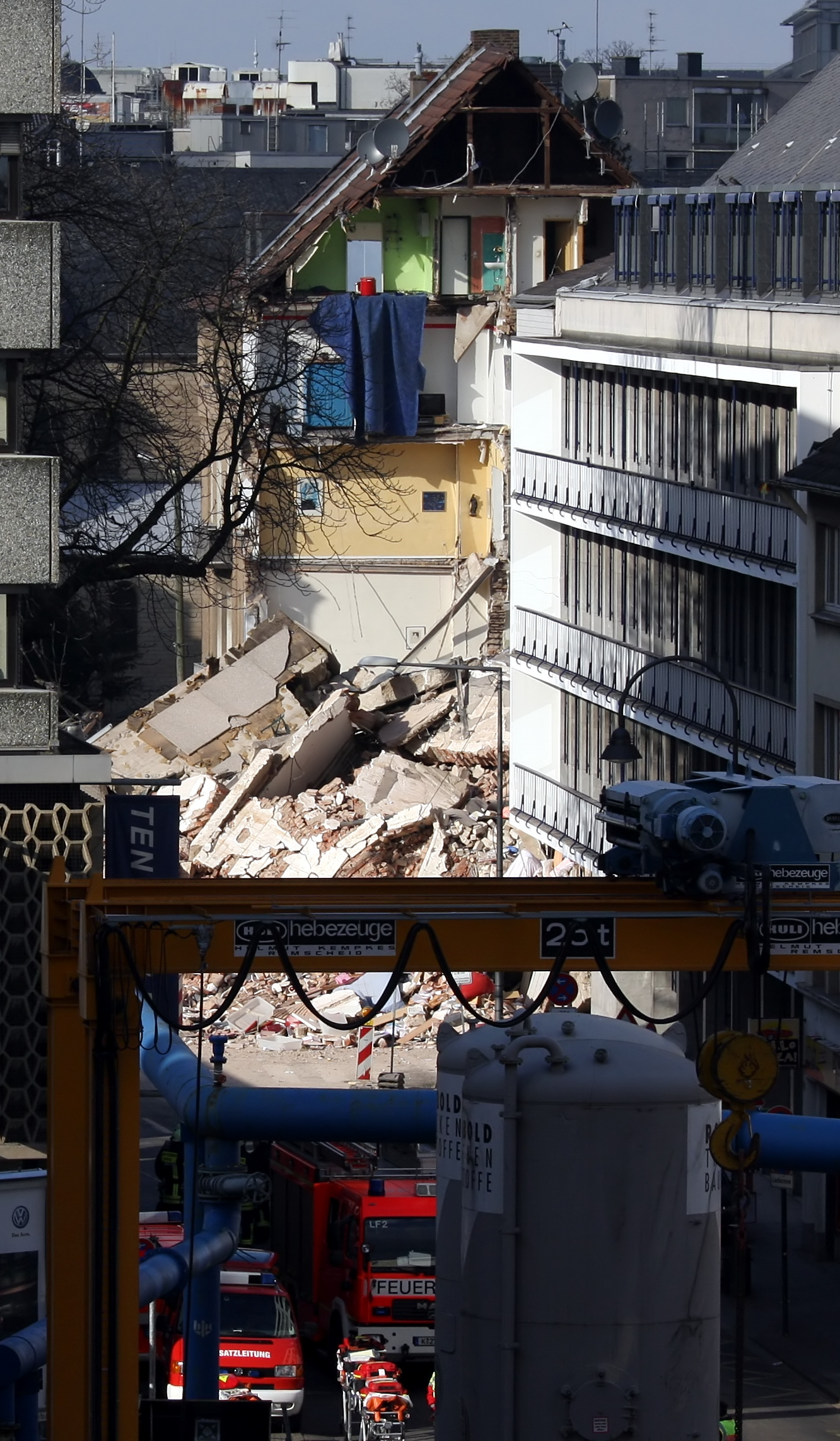
3. März 2009: Das eingestürzte Gebäude mit dem Nachbarhaus

Im Laufe der Untersuchungen zum Einsturz ergaben sich erhebliche Unregelmäßigkeiten beim gesamten Bau der Nord-Süd-Bahn; u. a. kamen unzureichende Kontrolle der Grundwasserförderung (es wurde weitaus mehr Grundwasser abgepumpt als genehmigt), Errichtung 19 illegaler Brunnen in der Baugrube zur Grundwasserkontrolle, gefälschte Messprotokolle, umfangreiche Diebstähle von Bewehrungseisen für die Schlitzwände und eine offenbar unzureichende Bauaufsicht durch den Bauherrn KVB ans Licht.
Bis Anfang 2011 wurden insgesamt vier Ermittlungsverfahren eröffnet, die fahrlässige Tötung, Betrug, Baugefährdung und Dokumentenfälschung, Diebstahl von Baumaterial sowie Fälschung von Messprotokollen zum Inhalt haben. Anfang April 2012 führten Polizeitaucher im Auftrag der Staatsanwaltschaft Untersuchungen unter Wasser im Bergungsbauwerk durch.

### Bergung der Archivgüter/Bergungsbauwerk

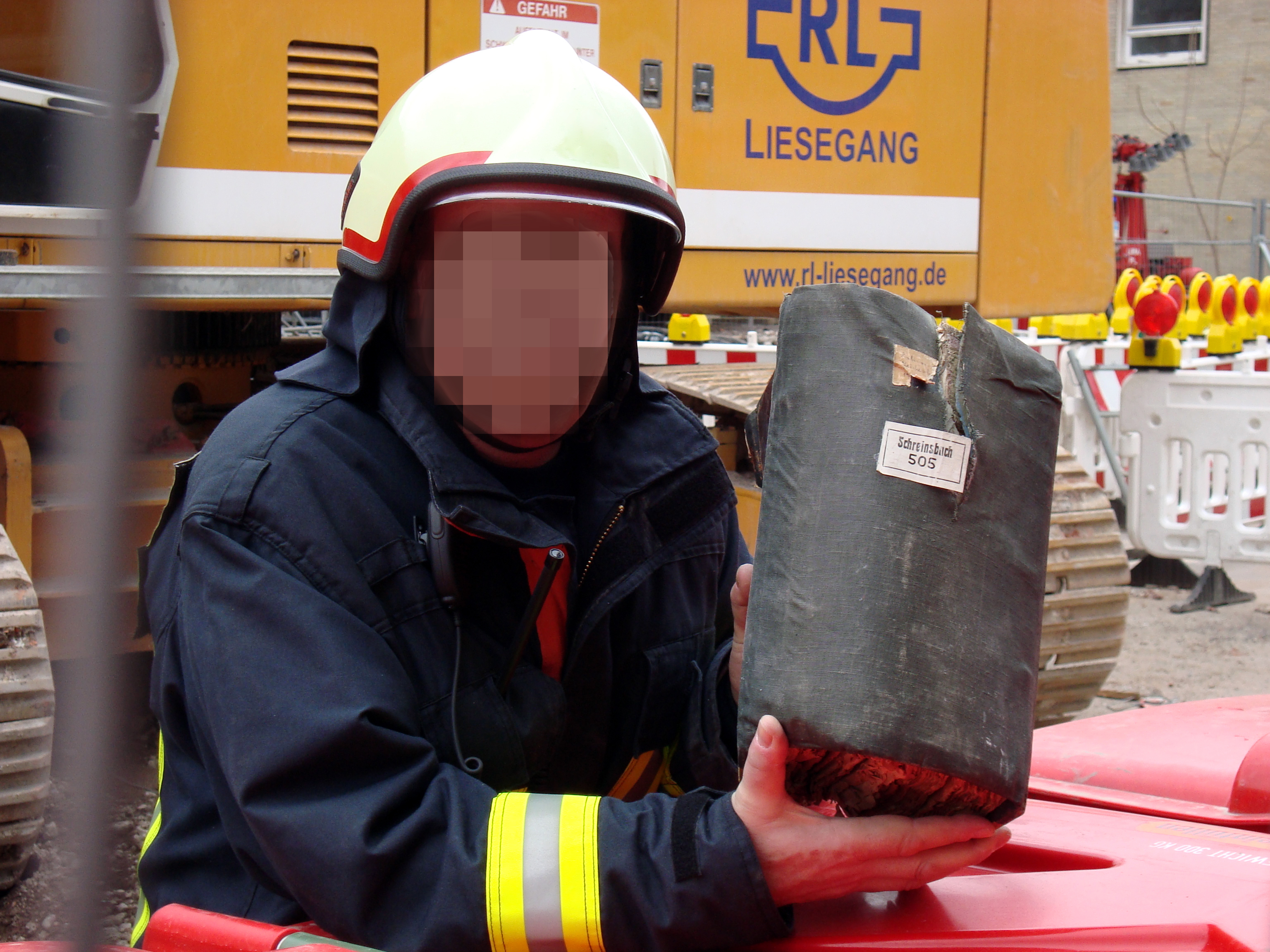
15. März 2009: Bergung von Schreinsbuch 505 aus dem Trümmerfeld des vormaligen Kölner Stadtarchivs

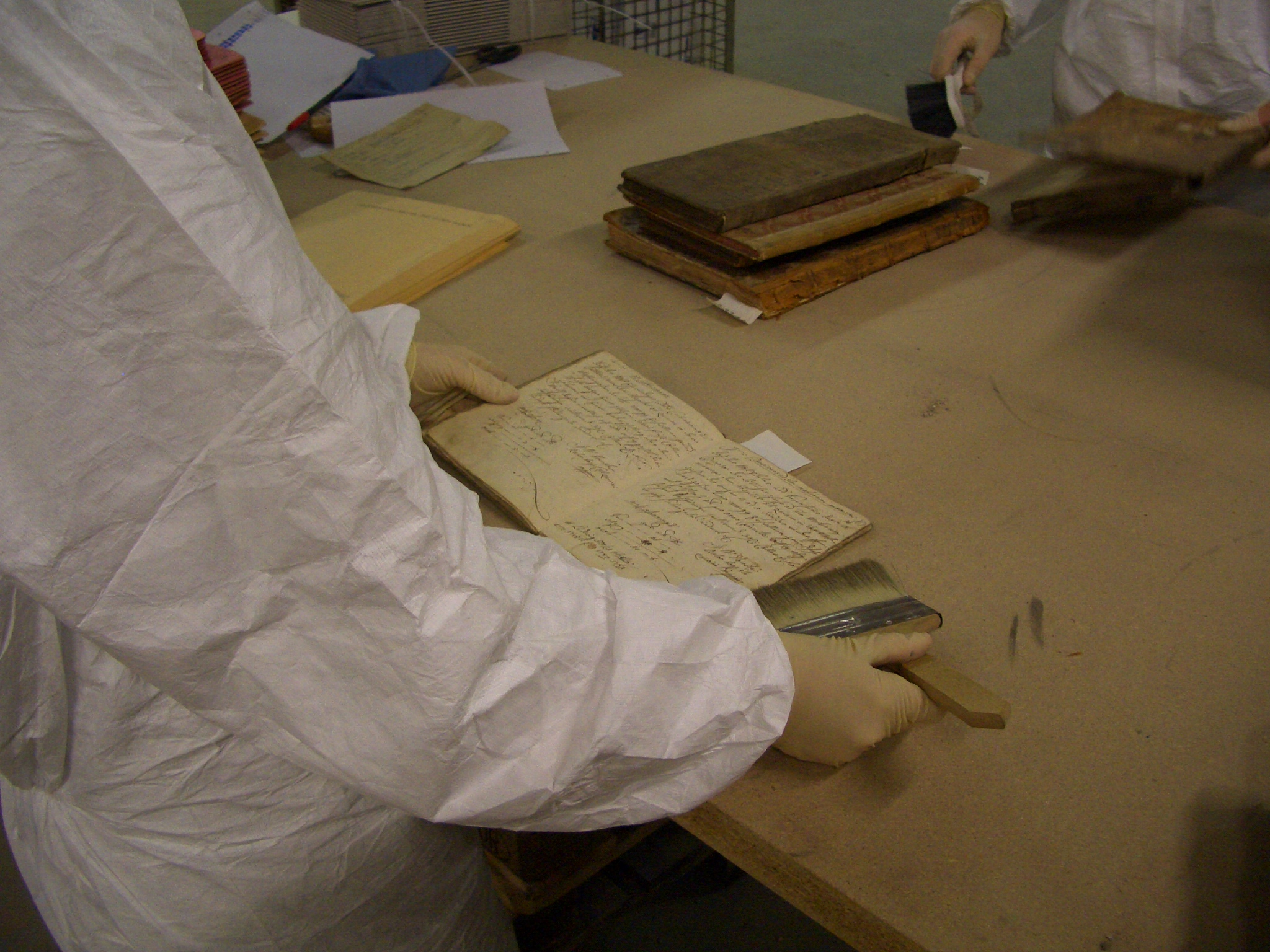
9. April 2009: Erstversorgungszentrum des Stadtarchivs Köln

In dem eingestürzten Gebäude lagerten die Hauptbestände einschließlich der Codices der Sammlung Wallraf, also der mittelalterlichen Handschriftenabteilung. Rund 90 Prozent der Archivalien wurden verschüttet. In den folgenden Monaten bargen Feuerwehr, Technisches Hilfswerk, Archivmitarbeiter und freiwillige Helfer den Großteil der verschütteten Bestände. Trockenes und leichtfeuchtes Material wurde in ein Erstversorgungszentrum (EVZ) verbracht, grob gereinigt und erfasst. Eine große Menge an nassem Archivgut wurde in Folien verpackt und in Kühlhäusern gefriergetrocknet, um weitere Feuchtigkeitsschäden zu verhindern. Aus dem EVZ wurde das verpackte Archivgut auf zeitweise bis zu 20 Asylarchive in ganz Deutschland verteilt, die vorübergehend Lagerflächen angeboten hatten. Insgesamt wurde eine „kaum in Worte zu fassende“ Solidarität in Form konkreter Hilfe und Unterstützung von zahlreichen Einzelpersonen sowie Fach- und Hilfsorganisationen aus dem In- und Ausland verzeichnet.
Bis zur vorläufigen Einstellung der Bergungsarbeiten am 21. Juli 2009 konnten so rund 90 Prozent des etwa 30 Regalkilometer umfassenden Archivbestandes geborgen werden, im September ermöglichte ein besonders niedriger Wasserstand die Bergung weiteren Materials aus 13 Meter Tiefe. Nach der Errichtung eines Bergungsbauwerkes im November 2010 konnten weitere Archivalien gehoben werden, bis am 9. August 2011 die Bergungsarbeiten offiziell für beendet erklärt wurden. Etwa 95 Prozent der Archivalien wurden so geborgen. Diese Quote war bisher als der optimistischste Fall bezeichnet worden.
Ab Mitte Mai 2012 verfüllten Baufirmen das Bergungsbauwerk, um im Anschluss daran das Besichtigungsbauwerk zur weiteren Beweissicherung auszuheben.

### Besichtigungsbauwerk
Im Oktober 2012 wurde die Baustelle formal an die Kölner Verkehrsbetriebe übergeben, damit diese das vom Gericht in Auftrag gegebene Besichtigungsbauwerk errichten konnten. Das Bauwerk mit den Maßen 5,10 Meter mal 12,30 Meter ermöglicht mit einer Gesamttiefe bis zu 38,7 Meter unter Straßenniveau den von der Staatsanwaltschaft beauftragten Gutachtern, die östliche Schlitzwand des Gleiswechselbauwerks zu untersuchen. Die Kosten für das Besichtigungsbauwerk betrugen rund 17 Millionen Euro, es war Sommer 2014 fertiggestellt. Dann begannen die Gutachter-Untersuchungen an der vermuteten Schadensstelle.

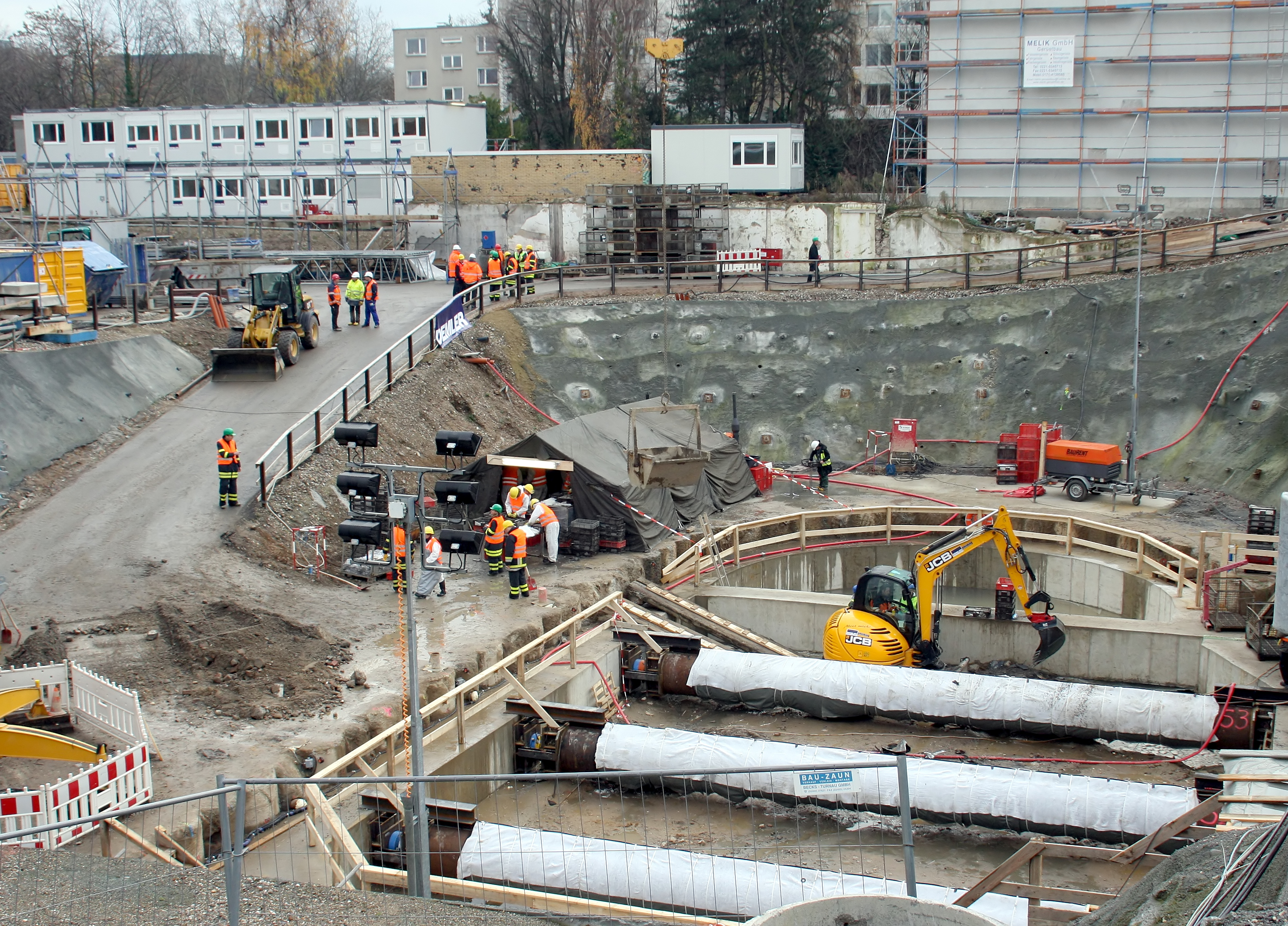
25. November 2010: Bergungsbauwerk (vorne). Im schwarzen Zelt werden die vom Bagger geborgenen Archivalien erstversorgt
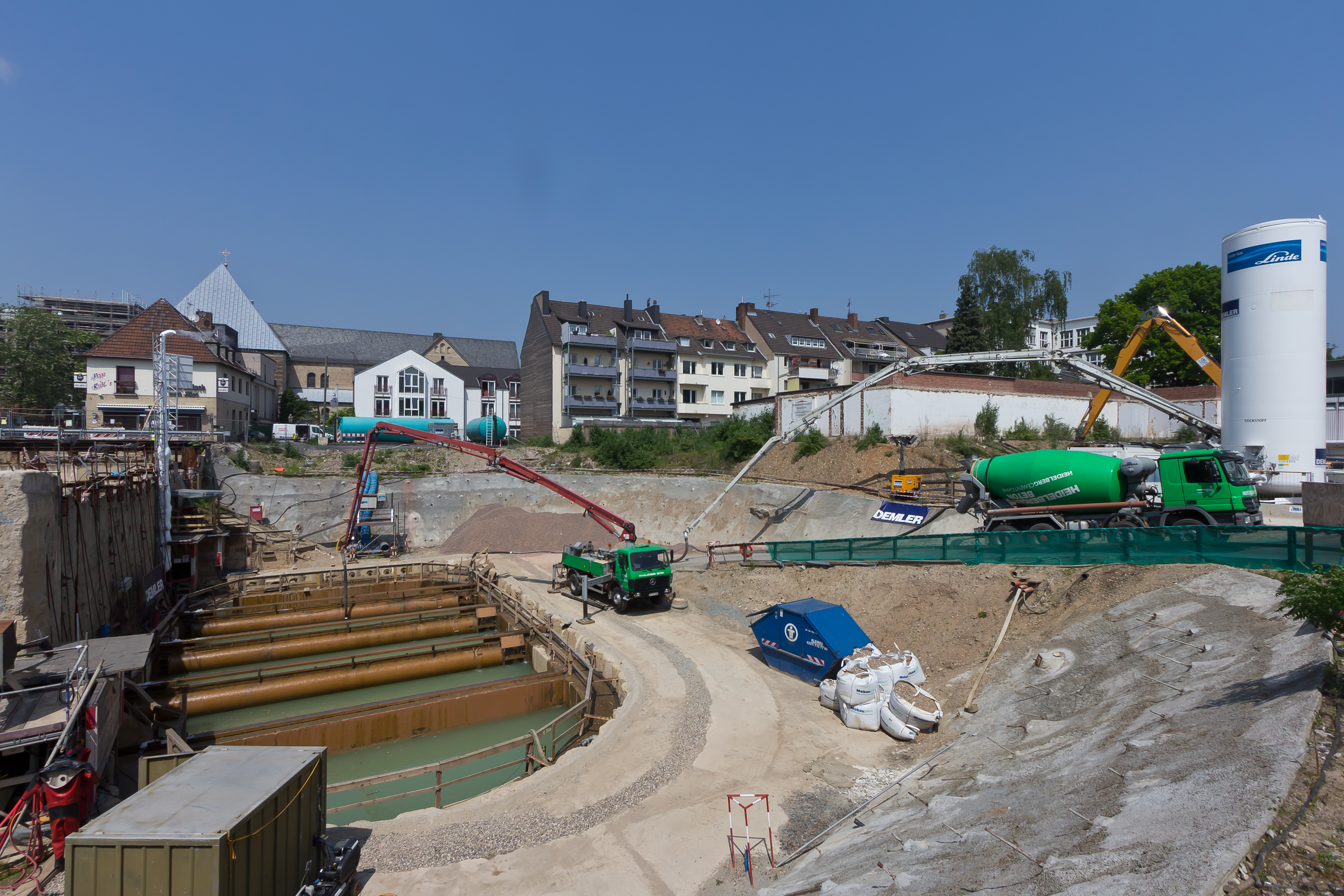
22. Mai 2012: Verfüllung des Bergungsbauwerks
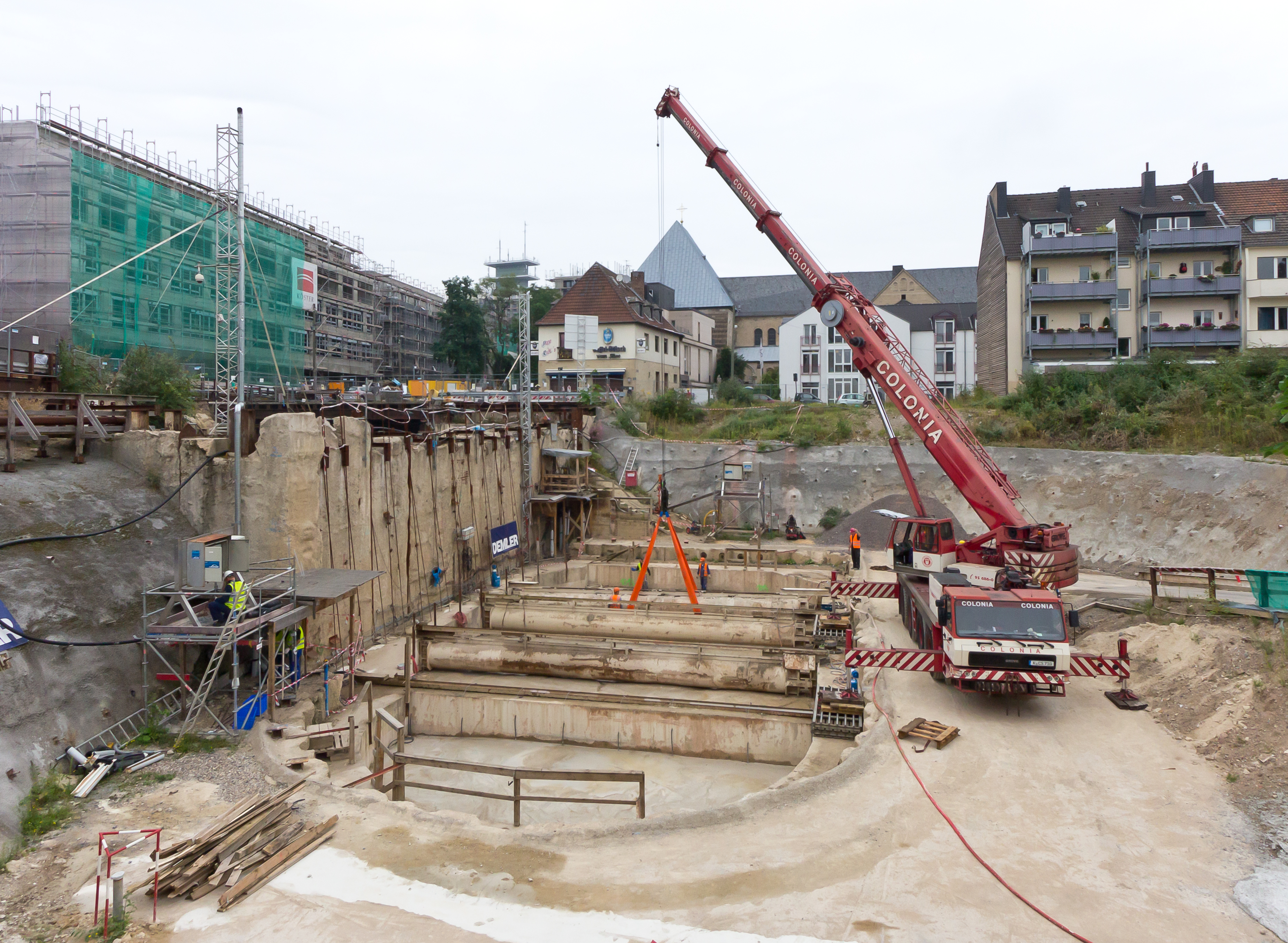
5. September 2012: Die bisher stabilisierend eingebauten Stahlrohrstreben werden aus dem weitgehend verfüllten Bergungsbauwerk entfernt
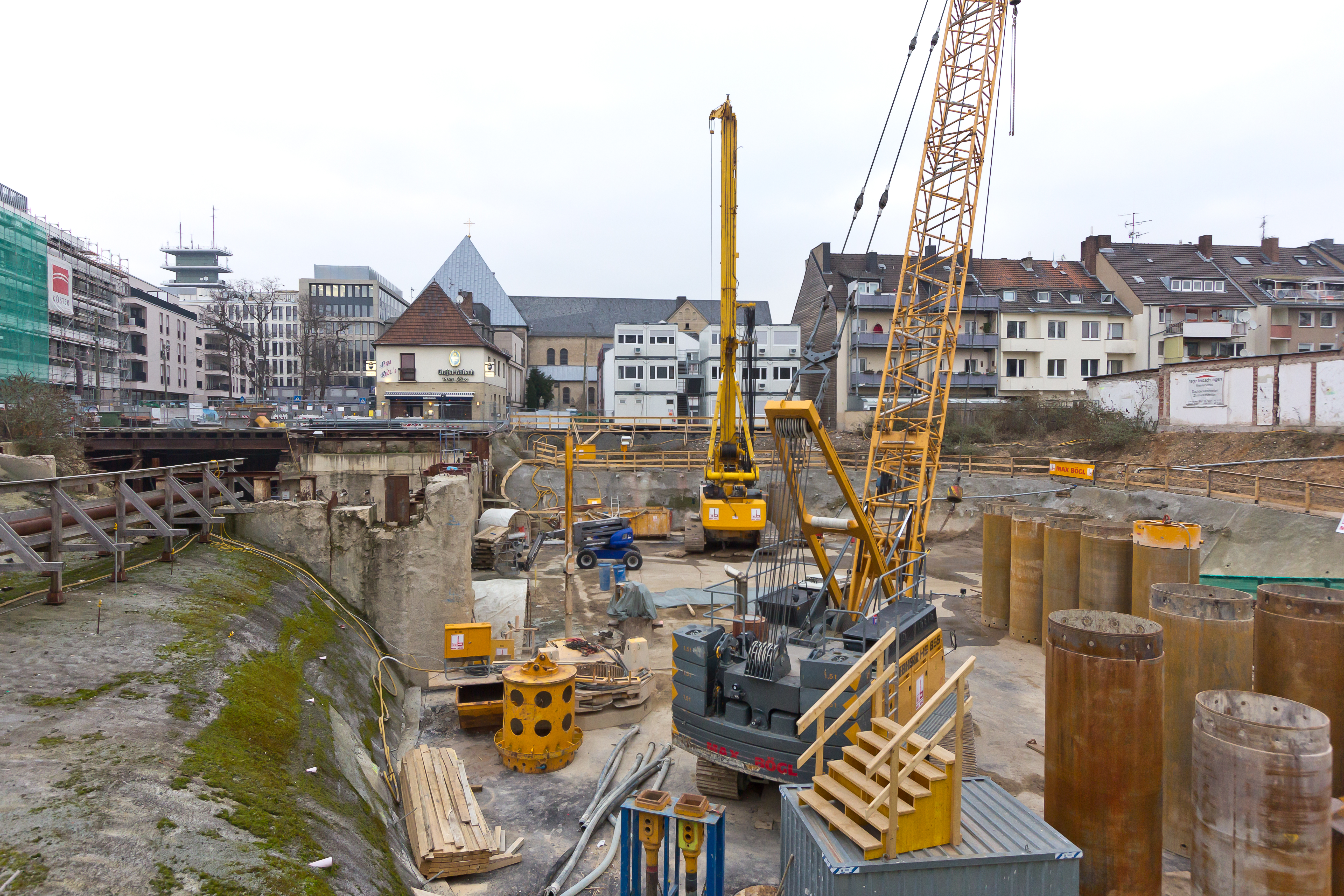
3. März 2013: Errichtung des Besichtigungsbauwerks
- 13. März 2013: Video
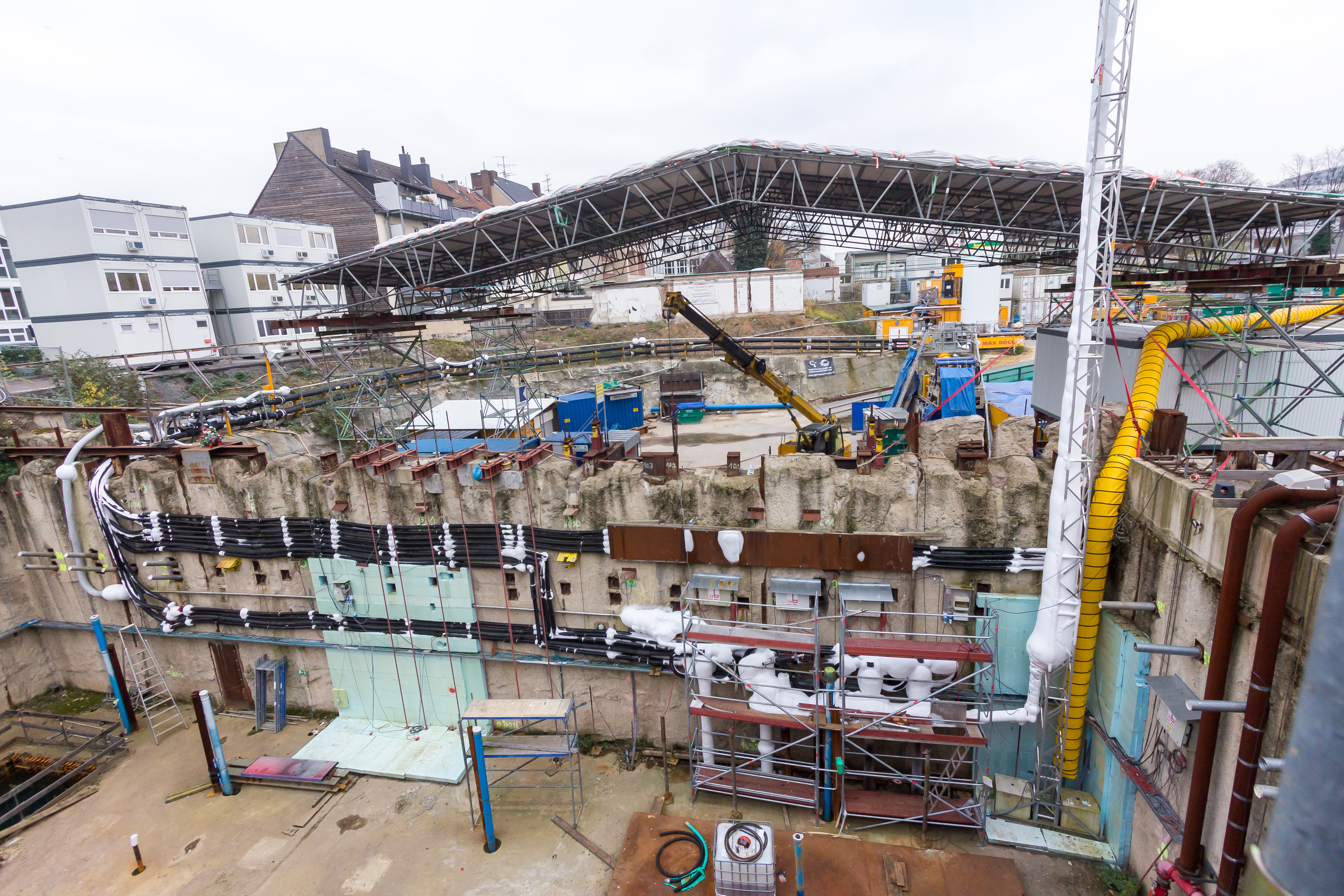
5. Dezember 2014: Das Besichtigungsbauwerk ist weiterhin im Bau
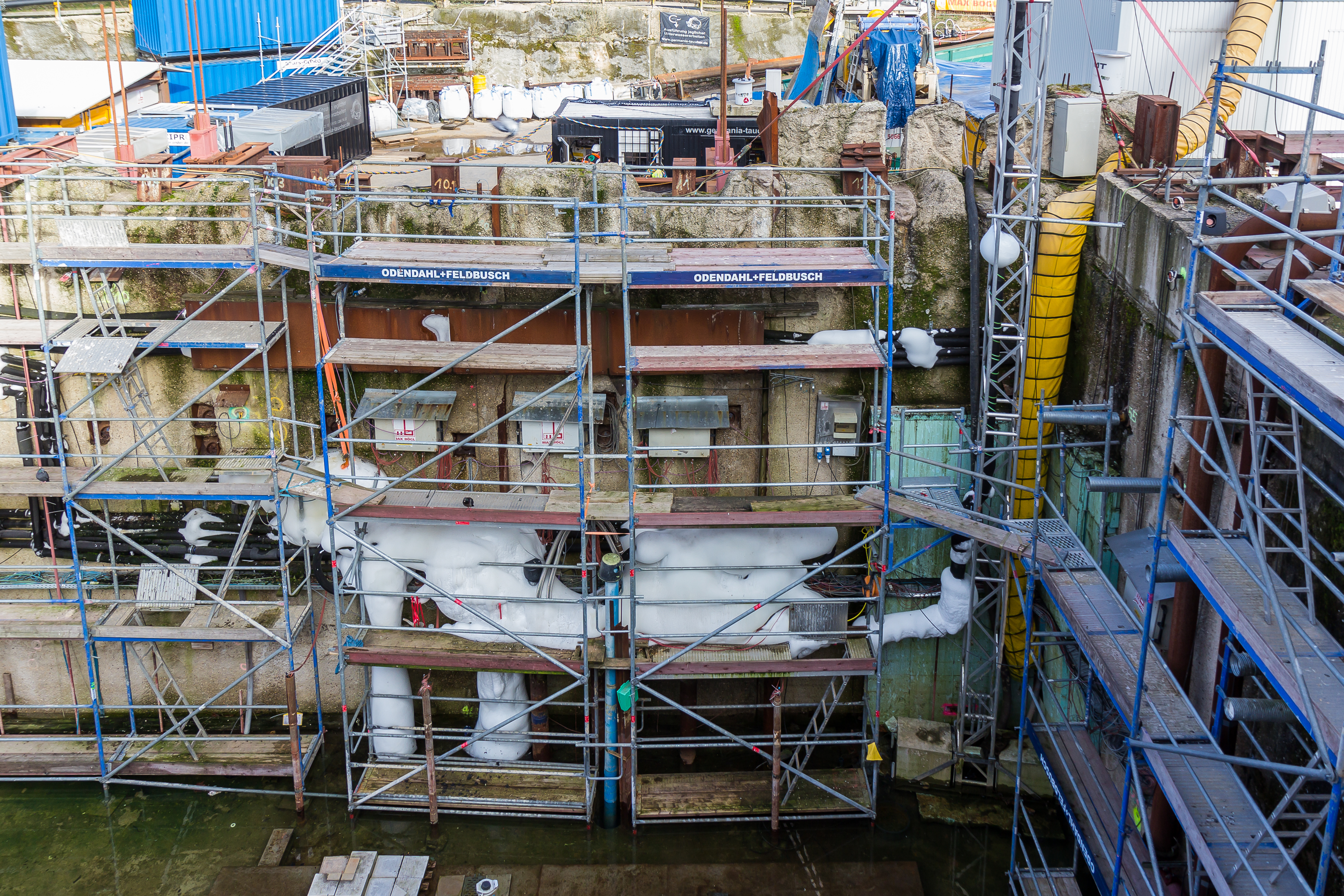
10. März 2017: Schlitzwand mit Vereisungen. Dahinter befindet sich das Besichtigungsbauwerk, in dem Taucher Zentimeter für Zentimeter das Erdreich ausheben, um die Einsturzursache zu finden
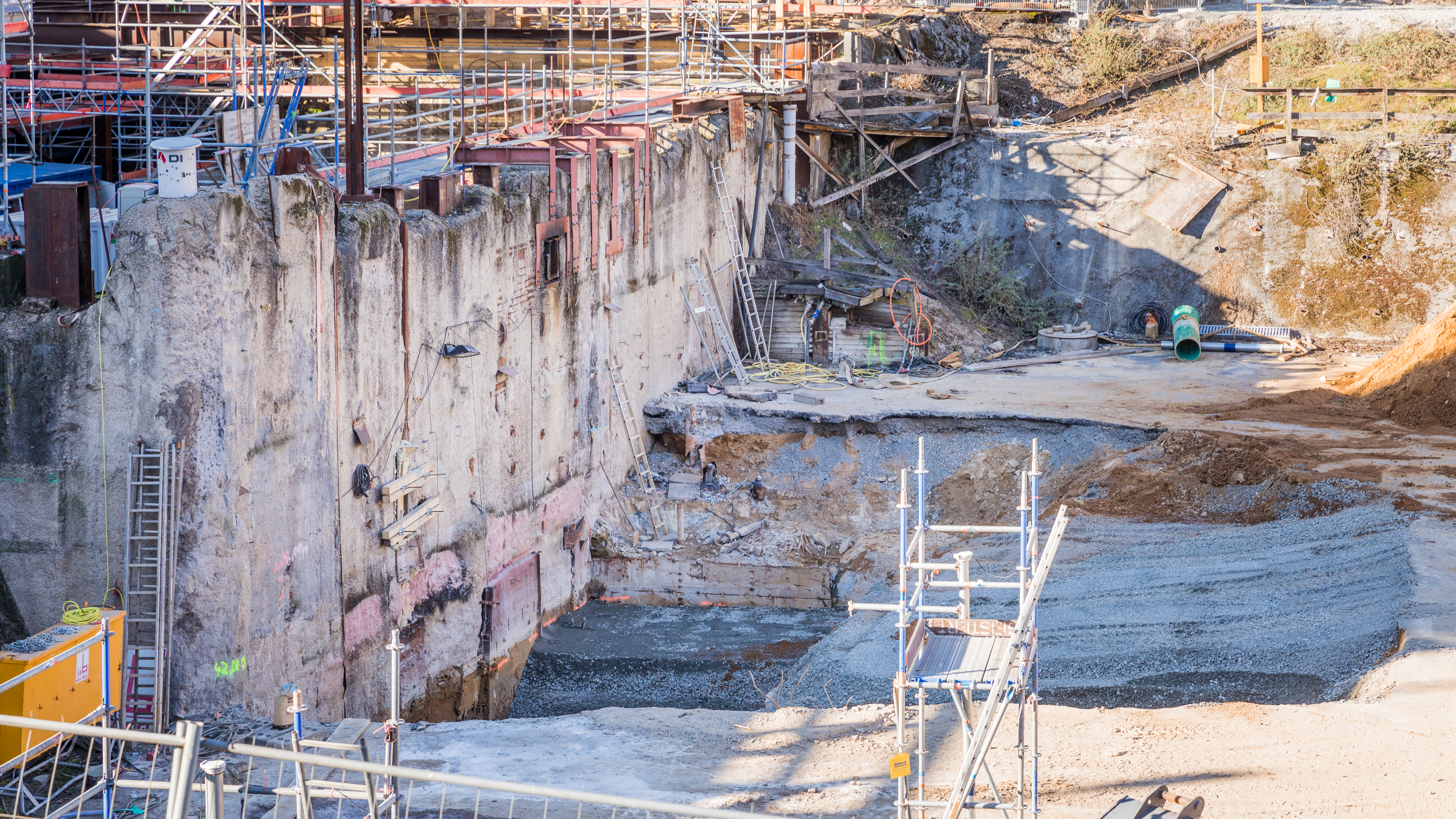
Februar 2021: Das Besichtigungsbauwerk wurde verfüllt, die Sanierung des Gleiswechselbauwerks hat begonnen

## Entwicklungen nach dem Einsturz

### Juristische Aufarbeitung

#### Selbstständiges Beweisverfahren und zivilrechtliche Schadenersatzansprüche
Die Beweissicherung sollte nach dem Ende der Bergungsarbeiten nach Angaben der Stadt Köln bis Januar 2018 abgeschlossen werden und etwa 124,9 Millionen Euro kosten. In der Folge ergaben sich Zeitverschiebungen (zuerst bis zum Jahr 2019),
da der vom Landgericht Köln beauftragte Gutachter Hans-Georg Kempfert tiefere Grabungen beantragt hatte. Weitere Verzögerungen führten letztendlich dazu, dass im Juni 2020 die Beweissicherung durch den getroffenen Vergleich hinfällig wurde. Im März 2020 wurde von Sommer 2020 ausgegangen.
Mit der Beweisaufnahme sollten auch die Verantwortlichen für den Einsturz herausgefunden und zur Rechenschaft gezogen werden. Der Stadtrat von Köln beschloss am 18. Dezember 2012 einstimmig, die beiden bereits gegen die von der KVB beauftragte Arbeitsgemeinschaft eingeleiteten Beweisverfahren auf zahlreiche weitere mögliche Schadensverursacher auszudehnen. Die Gesellschafter der Arbeitsgemeinschaft (ARGE) müssten, so der Stadtrat, für Fehler persönlich geradestehen. Auch Planungs-, Überwachungs- und Ausführungsbeteiligte gerieten mit dem Beschluss neu ins Visier. Die gerichtlich relevante Schadenshöhe belief sich nach einem ersten Gutachten 2012 auf rund 400 Millionen Euro.
Zur Sicherung zivilrechtlicher Ansprüche wurde seitens der Stadt Köln ein Selbständiges Beweisverfahren beim Landgericht Köln beantragt. Das daraufhin eingeholte Sachverständigengutachten liegt seit Mai 2018 vor. Nach diesem Gutachten soll die undichte Schlitzwand als Ursache für den Einsturz des Stadtarchivs und zweier Nachbarhäuser ursächlich sein. Nach Informationen von Februar 2019 soll sich der Gesamtschaden auf ca. 1,33 Milliarden Euro belaufen. Der höchste Kostenanteil ist mit der Sicherung und Wiederherstellung der durch den Einsturz beschädigten Archivalien der Stadt Köln verbunden, der auf mehr als 700 Millionen Euro geschätzt wird. Ca. 24 Millionen Euro sind für die seinerzeitige Bergungsbaugrube angefallen und bislang ca. 70 Millionen Euro für die Besichtigungsbaugrube.
Mehrere Leihgeber haben zudem gegen die Stadt Köln Ansprüche wegen der Beschädigung beziehungsweise des Verlustes eingelagerter Archivalien geltend gemacht. Das OLG Köln hat diese Verfahren ausgesetzt, bis die Ergebnisse der Gutachten und Strafverfahren vorliegen.

#### Strafrechtliche Vorwürfe
Im Januar 2014 leitete die Staatsanwaltschaft Köln, die bis dahin nur gegen Unbekannt ermittelt hatte, Verfahren gegen ungefähr 90 Personen ein, die am Bau der U-Bahn-Grube Waidmarkt beteiligt waren, um die drohende Verjährung zum fünften Jahrestag des Einsturzes, dem 3. März 2014, zu verhindern. Betroffen waren beispielsweise Mitarbeiter der KVB, Angestellte der Baukonzerne Bilfinger Berger, Züblin und Wayss & Freytag sowie die Beschäftigten einiger Subunternehmen, gegen die ein konkreter Anfangsverdacht vorlag.
Am Ende der Ermittlungen stand eine Anklage gegen sieben Personen, denen fahrlässige Tötung und Baugefährdung vorgeworfen wird. Nachdem zwischenzeitlich ein Angeklagter verstorben war und das Verfahren gegen den Hauptangeklagten wegen einer schweren Erkrankung vorläufig eingestellt worden ist, begann am 17. Januar 2018 vor der 10. Strafkammer des Landgerichts Köln der Prozess gegen die fünf übrigen Beschuldigten. Inzwischen ist das Verfahren gegen einen weiteren Angeklagten wegen dessen Verhandlungsunfähigkeit abgetrennt worden. Überraschend beendete der Vorsitzende Richter am 22. September 2018 nach 44 Verhandlungstagen die Beweisaufnahme, so dass das Urteil doch bereits am 12. Oktober 2018 verkündet wurde. Drei der vier Angeklagten wurden freigesprochen. Ein Angeklagter wurde zu einer Freiheitsstrafe von acht Monaten auf Bewährung wegen fahrlässiger Tötung verurteilt. Die Staatsanwaltschaft legte dagegen Revision ein. Der Bundesgerichtshof in Karlsruhe hob den Freispruch von zwei Bauleitern auf.
Aufgrund von Zeugenaussagen in diesem Prozess wurde ein Polier nachangeklagt. Gegen diesen lief seit Sommer 2018 der Strafprozess gesondert vor einer anderen Strafkammer des Landgerichts Köln. Am 7. Februar 2019 verurteilte das Gericht den Oberbauleiter wegen fahrlässiger Tötung zu einem Jahr auf Bewährung. Dieses Urteil wurde inzwischen ebenfalls wieder aufgehoben.
Somit sind in beiden Verfahren bis zum 3. März 2019 erstinstanzliche Strafurteile ergangen, die die strafrechtlichen Vorwürfe nicht verjähren ließen (§§ 78 Abs. 1 Nr. 4, 78a, 78c Abs. 3 StGB).
Die Hauptverantwortlichen, ein Baggerfahrer und ein Polier, können strafrechtlich nicht mehr verfolgt werden. Der Baggerfahrer ist verstorben und der Polier verhandlungsunfähig.
Das neue Verfahren gegen die vier Angeklagten vor dem Landgericht wurde im August 2024 gegen Geldauflagen zugunsten des Fördervereins „Freunde des Historischen Archivs der Stadt Köln e. V.“ in Höhe von zweimal 2000 € und zweimal 5000 € Strafe eingestellt. Nach Zahlung der Geldauflagen sind damit alle Prozesse abgeschlossen.

#### Mediationsverfahren und Vergleich
Im Juni 2020 wurde nach etwa halbjährigen außergerichtlichen Verhandlungen zwischen den Baufirmen und der Stadt Köln ein Vergleich ausgehandelt und dem Stadtrat zur Entscheidung vorgelegt. Unter der Moderation der Wirtschaftsmediatorin Renate Dendorfer-Ditges und dem ehemaligen Richter am Bundesgerichtshof, Stefan Leupertz, handelten die Parteien eine Zahlung von 600 Millionen Euro von den beteiligten Unternehmen an die Stadt aus. Darüber hinaus verpflichten sich diese zur Sanierung der Unglücksstelle und zum Fertigbau des Gleiswechselbauwerks für die Nord-Süd-Stadtbahn. Die ausgehandelte Summe von 600 Millionen Euro errechnet sich aus 80 % der beiden Posten „real entstandene Kosten“ (150 Millionen Euro) und „50 % der geforderten Restsumme“ (463,5 Millionen Euro) zuzüglich Pauschalzinsen. Dies spiegelt die zwei Quoten „Haftungsteilung dem Grunde nach“ (80:20 zugunsten der Stadt) und „Höhe des Schadens“ (50:50) wider, wobei letztere auf Seiten der Stadt das Risiko berücksichtigt, dass der Wert der Archivalien in einem Prozess auch niedriger hätte eingeschätzt werden können. Auf einer Sondersitzung am 29. Juni 2020 stimmte der Rat der Stadt Köln mit großer Mehrheit dem Vorschlag zu.

### Rezeption
Elfriede Jelinek nutzte das Thema des Archiv-Einsturzes als Grundlage für ihr Stück „Das Werk/Im Bus/Ein Sturz“, inszeniert vom Schauspiel Köln u. a. 2011 präsentiert auf dem Berliner Theatertreffen. Auch sonst wurde der Einsturz lyrisch-humoristisch verarbeitet.
Die Gruppe Köln kann auch anders nimmt sich des Einsturzthemas kritisch an, organisiert Proteste, stellt Anfragen und richtet am Jahrestag des Einsturzes eine Gedenk-Feier aus. Aus diesem Kreis bildete sich 2010 die Initiative ArchivKomplex als Arbeitsgruppe von Künstlern, Architekten, Autoren und anderen engagierten Bürgerinnen und Bürgern, die sich mit dem Einsturz und seinen Folgen künstlerisch und damit auch politisch auseinandersetzt. In vielen Aktionen über die Jahre wurde auf die Folgen des Einsturzes hingewiesen und dafür geworben, mit dem Ort der Katastrophe angemessen und respektvoll umzugehen. Inzwischen gibt es eine funktionierende Zusammenarbeit mit der Kölner Stadtverwaltung. In einer „Projektwerkstatt“ haben Experten der Bürgerinitiativen ArchivKomplex und „Köln kann auch anders“ gemeinsam mit dem Büro „startklar a+b“ sowie unterstützt von der Kölner Stadtverwaltung ein Konzept erarbeitet, wie es am Einsturzort weitergehen soll.

### Infrastruktur

#### Ersatzangebote
Im Stadthaus Deutz wurde im Juni 2009 vorübergehend ein provisorischer Lesesaal eingerichtet, in dem Dokumente auf Mikrofilmen benutzt werden konnten. Ab April 2010 wurden dann Räume der Handwerkskammer am Heumarkt bezogen, in denen ein digitaler Lesesaal und ein Ausstellungsraum untergebracht waren. Noch vor Umzug in den Neubau stand ein erneuter Umzug an, da der Mietvertrag auslief. Seit Ende 2019 war das Archiv in einem Gebäude an der Brabanter Straße im Belgischen Viertel als erneutem Provisorium untergebracht.

#### Restaurierungs- und Digitalisierungszentrum

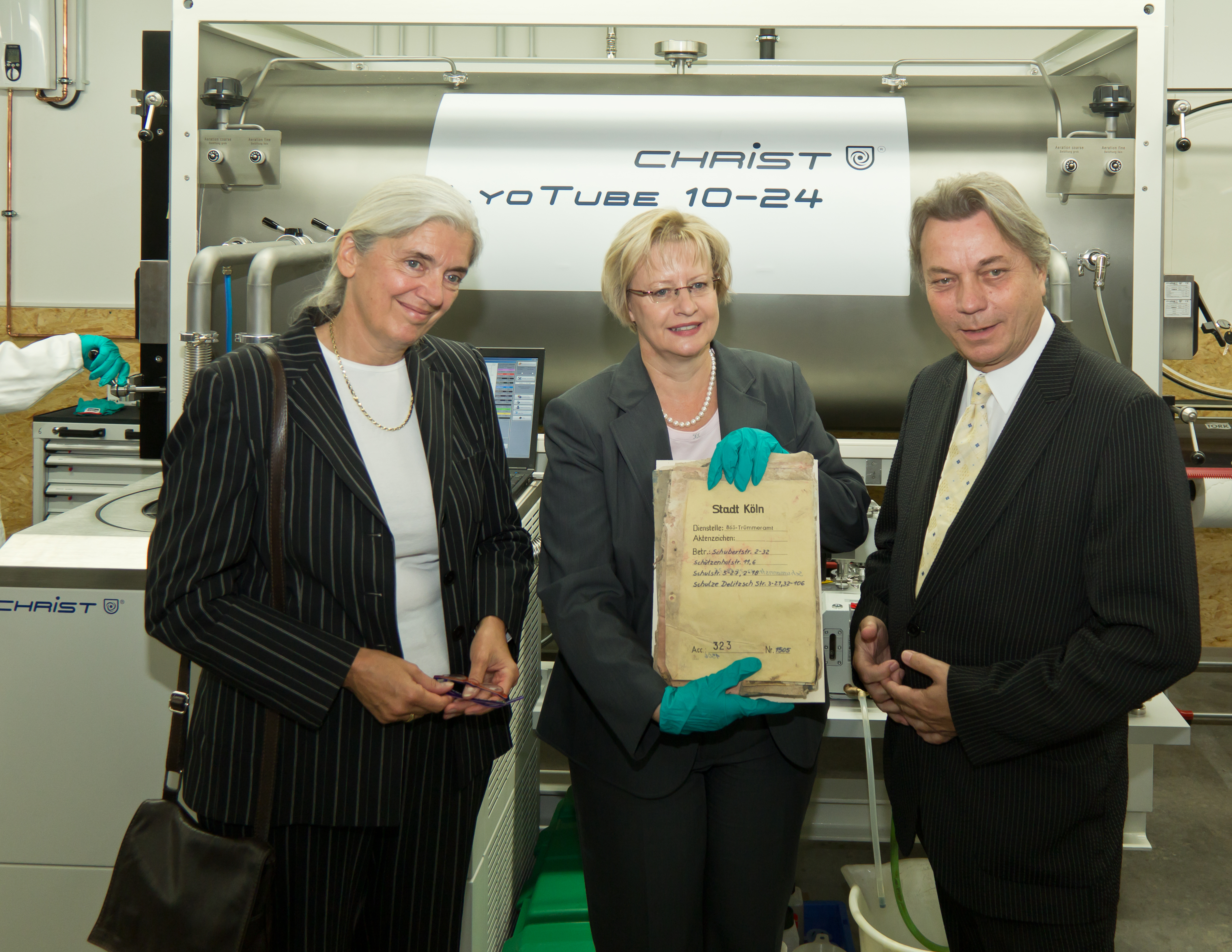
Isabel Pfeiffer-Poensgen (Generalsekretärin der Kulturstiftung der Länder), Bettina Schmidt-Czaia (Leiterin des Historischen Archivs) und Georg Quander (Kulturdezernent der Stadt Köln) stellen die Gefriertrocknungsanlage am 14. September 2011 vor. Bettina Schmidt-Czaia hält eine gefriergetrocknete Akte der Dienststelle „863-Trümmeramt“ in den Händen.

In einem ehemaligen Möbel-Lagerhaus in Köln-Porz-Lind wurde 2011 ein Restaurierungs- und Digitalisierungszentrum (RDZ) eingerichtet. Dort wurde im September 2011 eine von der Stadt Köln beschaffte Gefriertrocknungsanlage im Wert von 100.000 Euro in Betrieb genommen. Die Kulturstiftung der Länder hat die Anschaffung mit 50.000 Euro unterstützt.
Die nach der Bergung schockgefrorenen Archivgüter werden in dem Zentrum gefriergetrocknet, gereinigt und restauriert.
Seit dem 2. Januar 2012 steht im RDZ auch ein Lesesaal der Öffentlichkeit zur Verfügung. Neben den Digitalisaten werden auch Originale bereitgestellt: Teile der Bibliothek und Fotosammlung, Neuerwerbungen seit dem Einsturz und erste restaurierte mittelalterliche Urkunden und Handschriften können genutzt werden.

#### Asylarchive
In zeitweise bis zu 20 Asylarchiven wird das gerettete, aber verschmutzte und beschädigte Archivgut von Archivaren des Historischen Archivs untersucht. Hierzu wird jedes Einzelstück mit einem Strichcode versehen und in einer speziell für diesen Zweck programmierten Erfassungssoftware dokumentiert: erkennbare Signaturen, Bestandszugehörigkeit, Grad der Verschmutzung/Beschädigung usw. Ist das Objekt keinem Bestand (mehr) zuzuordnen, wird ein Digitalfoto angefertigt.
Im September 2014 wurden noch Flächen in acht Asylarchiven belegt. Ab 2015 wurde eine Reduzierung auf ein Asylarchiv, das ehemalige Gebäude des Hauptstaatsarchivs Düsseldorf an der Mauerstraße in Düsseldorf-Golzheim, geplant und durchgeführt.
Das letzte Asylarchiv konnte im März 2022 geräumt werden. Damit war das Kapitel der temporären Außenstandorte abgeschlossen.

### Erschließung

#### Mikrofilme
Im Barbarastollen, in dem das Bundesamt für Bevölkerungsschutz und Katastrophenhilfe das sicherungsverfilmte deutsche Kulturgut einlagert, befinden sich über 6000 Filme mit rund zehn Millionen Aufnahmen vor allem aus der Alten Abteilung. Fast alle Archivalien vor 1815, auch die Urkunden, sind damit dokumentiert. Ab 1815 sind nur wenige Bestände zentraler Einrichtungen sowie Schulakten belegt. Hinzu kommen knapp 30 ältere Nachlässe. 2007 wurde der letzte Film aus Köln eingelagert. Die letzte, noch nicht im Barbarastollen angelangte Charge besteht aus 10 Filmen mit 20.500 Aufnahmen von Akten des Oberbürgermeister-Büros. Ein kompletter, unbeschädigter Satz der Mikrofilme befindet sich als Arbeitskopie in Köln.
Um die Mikrofilmbestände vor Abnutzung durch die verstärkte Nachfrage nach dem Archiveinsturz zu schützen, wurden sie mit Mitteln des Landes Nordrhein-Westfalen und der DFG vollständig digitalisiert und mit Metadaten versehen, was die Einrichtung eines „digitalen Lesesaals“ ermöglichen soll.

#### Digitalisierung
Einzelne Bestände wurden im Rahmen von Projekten digitalisiert. So gibt es etwa eine Sammlung von 284 Urkundenreproduktionen aus dem Stadtarchiv im Lichtbildarchiv älterer Originalurkunden an der Universität Marburg, die im Rahmen eines DFG-Projektes digitalisiert werden.

### Restaurierung

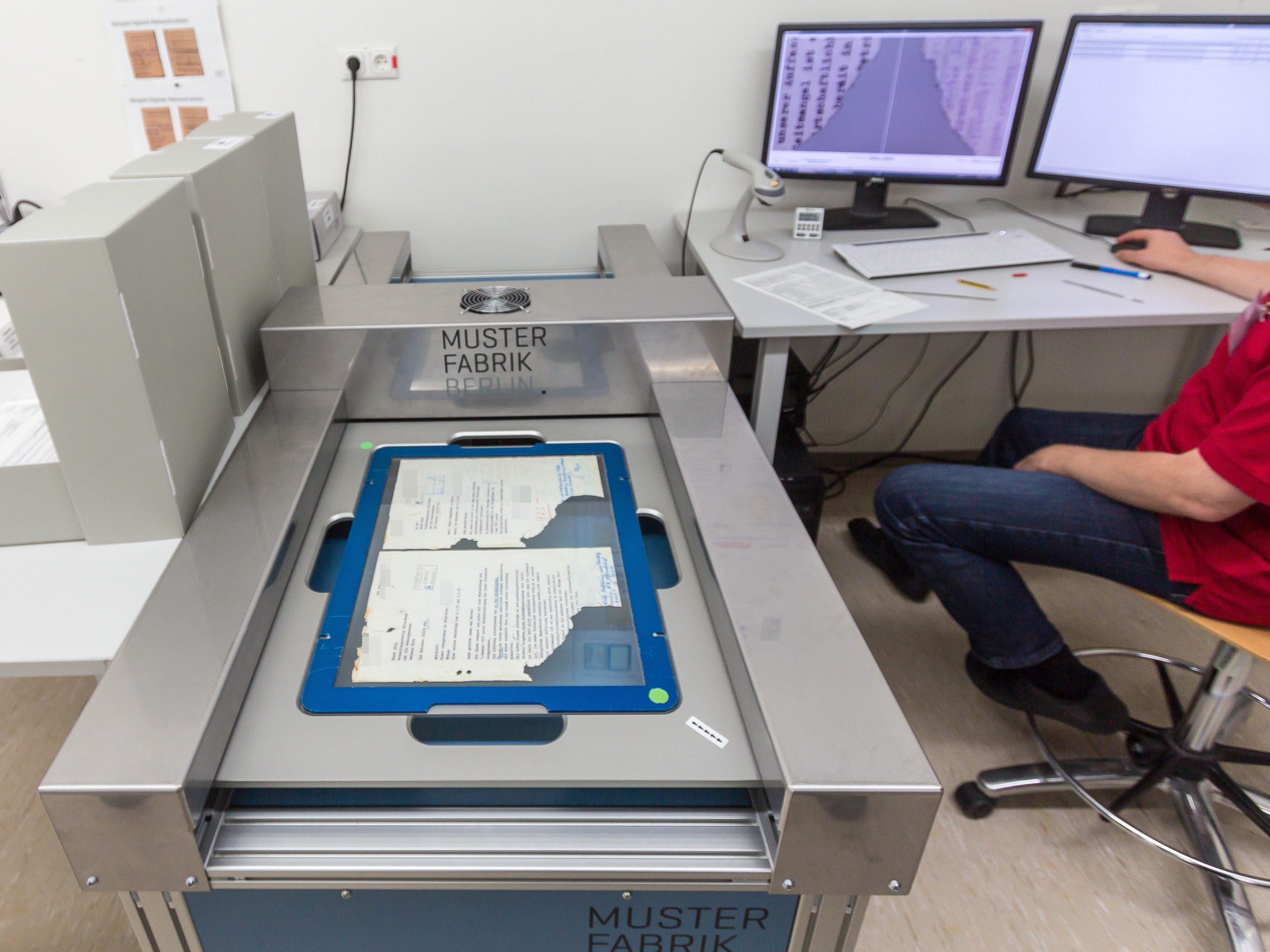
Fragmentescanner der Berliner Firma Musterfabrik im Einsatz, Juli 2017

Eine Berechnung ergab, dass 200 Restauratoren zur Behebung der Schäden etwa 30 Jahre ununterbrochen arbeiten müssten; die Kosten werden auf 370 Mio. Euro geschätzt. Die im Juli 2010 gegründete Stiftung StadtGedächtnis sollte helfen, einen Teil der finanziellen Mittel zu beschaffen, konnte dieses Versprechen jedoch nicht einlösen; die Stiftung wurde nach Verbrauch der bereitgestellten Betriebskosten zum Jahreswechsel 2017/2018 in eine Verbrauchsstiftung umgewandelt, deren Vermögen bis 2042 direkt in die Restaurierung einfließt. Einzelpersonen und Unternehmen sind darüber hinaus aufgerufen, „Restaurierungspatenschaften“ für einzelne Objekte zu übernehmen. Der Fokus der Restaurierungsarbeiten soll insgesamt nicht auf exakter Wiederherstellung liegen, sondern auf Stabilisierung und Benutzbarkeit, so dass die Bestände möglichst bald wieder der Öffentlichkeit zur Verfügung stehen. Die mehrere Millionen größerer und kleinerer Fragmente zerstörter Archivalien, letztere auch Köln-Flocken genannt, werden mit Hilfe von Scannern und Erkennungssoftware erschlossen.
Mit Stand 1. Januar 2019 konnten insgesamt 9051 Stücke (darunter 1048 Handschriften) vollständig restauriert werden. 58 % der geborgenen Einheiten konnten wieder einem Bestand zugeordnet werden. Insgesamt geht das Archiv von etwa 1,6 Millionen so genannter Bergungseinheiten aus. Davon haben etwa 15 % (239.251 geborgene Einheiten) die erste Konservierungsstufe (u. a. Trockenreinigung) durchlaufen. Hiervon sind 55 % im Original direkt wieder nutzbar und weitere 44 Prozent können als Digitalisat mittelfristig nutzbar gemacht werden.

### Sonderausstellungen
Zum ersten Jahrestag des Einsturzes wurde ein Querschnitt durch die Bestände mit unterschiedlichen Restaurierungs- und Erhaltungszuständen in Berlin präsentiert.
Die Ausstellung Köln in Berlin zeigte vom 6. März bis 11. April 2010 im Martin-Gropius-Bau in Berlin rund 100 Exponate. Dem Wunsch vieler Kölner nachkommend, die Ausstellung auch in ihrer Heimatstadt sehen zu können, organisierte das Historische Archiv in Kooperation mit dem Stadtmuseum und dem Museumsdienst die Ausstellung unter dem Titel Köln 13 Uhr 58. Geborgene Schätze aus dem Historischen Archiv vom 3. Oktober bis zum 21. November 2010 in der „Neuen Wache“ des Stadtmuseums.
Bei der Eröffnung in Köln kritisierte Isabel Pfeiffer-Poensgen, die Generalsekretärin der Kulturstiftung der Länder, die aus ihrer Sicht aufgetretenen Verzögerungen im Verfahrensablauf. Die Stadt Köln habe die seit über einem Jahr bei der Kulturstiftung bereitstehenden Mittel für eine Gefriertrockenmaschine bisher nicht abgerufen. Die Stadt Köln erläuterte daraufhin in einer Pressemitteilung, dass zunächst eine geeignete Immobilie für das Restaurierungs- und Digitalisierungszentrum gefunden werden musste, bevor die Ausschreibung für den Restaurierungskomplex – zu dem auch die Anlage gehört – erfolgen konnte.
Während der gesamten Ausstellungsdauer liefen regelmäßige Veranstaltungen, Führungen und Vorträge von Mitarbeitern und Wissenschaftlern rund um das Archiv, außerdem präsentierte sich die Stiftung Stadtgedächtnis in den Ausstellungsräumen.
Im Interimsquartier in der Kölner Altstadt (Heumarkt 14) fanden bis Ende 2019 regelmäßig Sonderausstellungen und Vorträge statt:
- 2016/17: Dom sweet Home. Die Kölner Domumgebung von 1817 bis heute
- 2017: Hilliges Köln 2.0 – Auf dem Weg zur religiösen Toleranz? (Ausstellung aus Anlass des 500jährigen Reformationsjubiläums)
- 2017/18: Mensch Wallraf! Köln und sein Erzbürger
- 2018: einFLUSSreich. Köln und seine Häfen
- 2018/19: Oskar, der freundliche Polizist
- 2019: ParallelUNIversum?! Köln und seine Universität seit 1919
- 2019/20: Von Jakob zu Jacques - Der Kölner Offenbach (Ausstellung in der Herz-Jesu-Kirche und online unter https://derkoelneroffenbach.de/)

Die Eröffnung der ersten Ausstellung im zweiten Interimsquartier im Belgischen Viertel unter dem Titel Zeig's mir! Imagines Coloniae  konnte noch kurz vor den Corona-Einschränkungen Anfang März 2020 stattfinden.
- 2020: Zeig’s mir! Imagines Coloniae

Im Neubau am Eifelwall gibt es seit 2021 wieder regelmäßige Ausstellungen:
- 2021/22: Vergiss es! Nicht. Vom Erinnern und Vergessenwerden[99]
- 2022/23: Colonian Rhapsody - Spuren einer Musikstadt im Wandel der Zeit 1945-1990
- 2023: Fotografen sehen Köln. Glasnegative 1875-1960 aus dem Rheinischen Bildarchiv Köln
- 2023/24: mit dem Rheinischen Bildarchiv M’r welle en neu Stadt baue – Kölns Aufbruch in die Moderne (mit den Karten von Franz Anton Kreuter)[100]
- 2024: Ein Buch ist ein Ort. Wallrafs Bibliothek für Köln
- 2024: Prof. Werner Eikel – Ein Kabinettstück kalligraphischen Erbes
- 2024: Sport. Stadien. Müngersdorf
- 2024/25: Geliebt, Gehasst, Gegessen
- 2025: Herbert Döring-Spengler

### Neubau

Rot: Planungsgebiet für den Neubau des Historischen Archivs
Grün: Erweiterung des Inneren Grüngürtels am Eifelwall

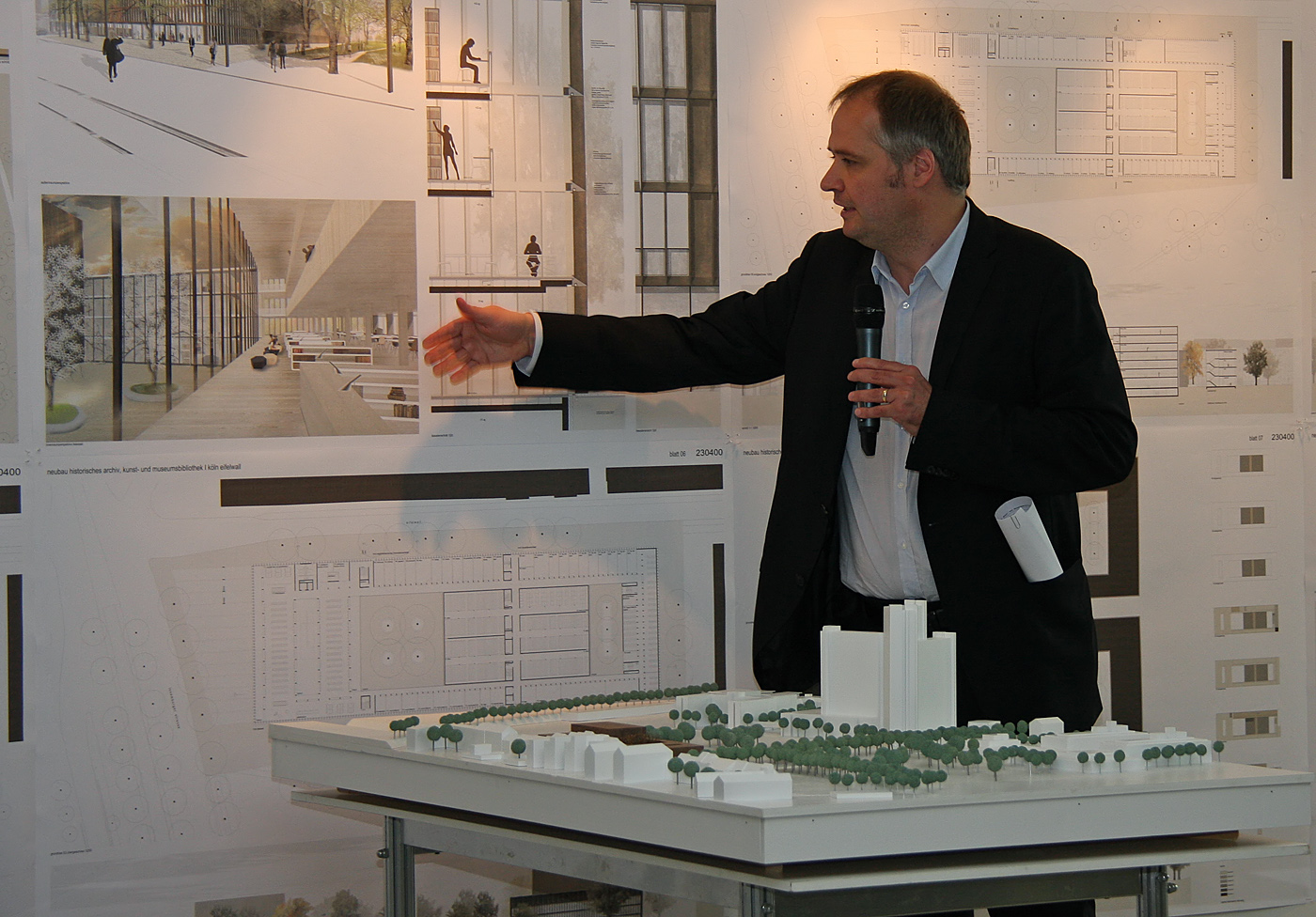
21. Juni 2011: Wettbewerbsgewinner Felix Waechter erläutert seinen Entwurf.

#### Gestaltungswettbewerb
Im Jahr 2009 fiel die Entscheidung zugunsten eines neuen Archivgebäudes im Stadtteil Neustadt-Süd an der Ecke Luxemburger Straße/Eifelwall, das zusätzlich die Kunst- und Museumsbibliothek und das Rheinische Bildarchiv beherbergen sollte. Aus einem europaweit ausgeschriebenen Wettbewerb mit 40 eingereichten Entwürfen wurden im Juni 2011 die Entwürfe für das – so die Stadt – „modernste und sicherste Kommunalarchiv Europas“ präsentiert. Die Siegerentwürfe stammen vom Darmstädter Architektenbüro Waechter + Waechter, das ein siebengeschossiges Magazingebäude im Zentrum vorsah, umgeben von Werkstätten, Verwaltungsräumen der Bibliothek, deren vier Geschosse sich an den Traufhöhen der gegenüberliegenden Bebauung orientieren sollten. Von den etwa 30.400 Quadratmetern Bruttogeschossfläche sollten 20.000 Quadratmeter vom Historischen Archiv und rund 10.400 Quadratmeter von der Kunst- und Museumsbibliothek genutzt werden können.
Im Juli 2013 beschloss der Rat der Stadt Köln, die Kunst- und Museumsbibliothek nicht im Archivneubau unterzubringen und den Neubau in verkleinerter Form umplanen zu lassen.

#### Ausführung

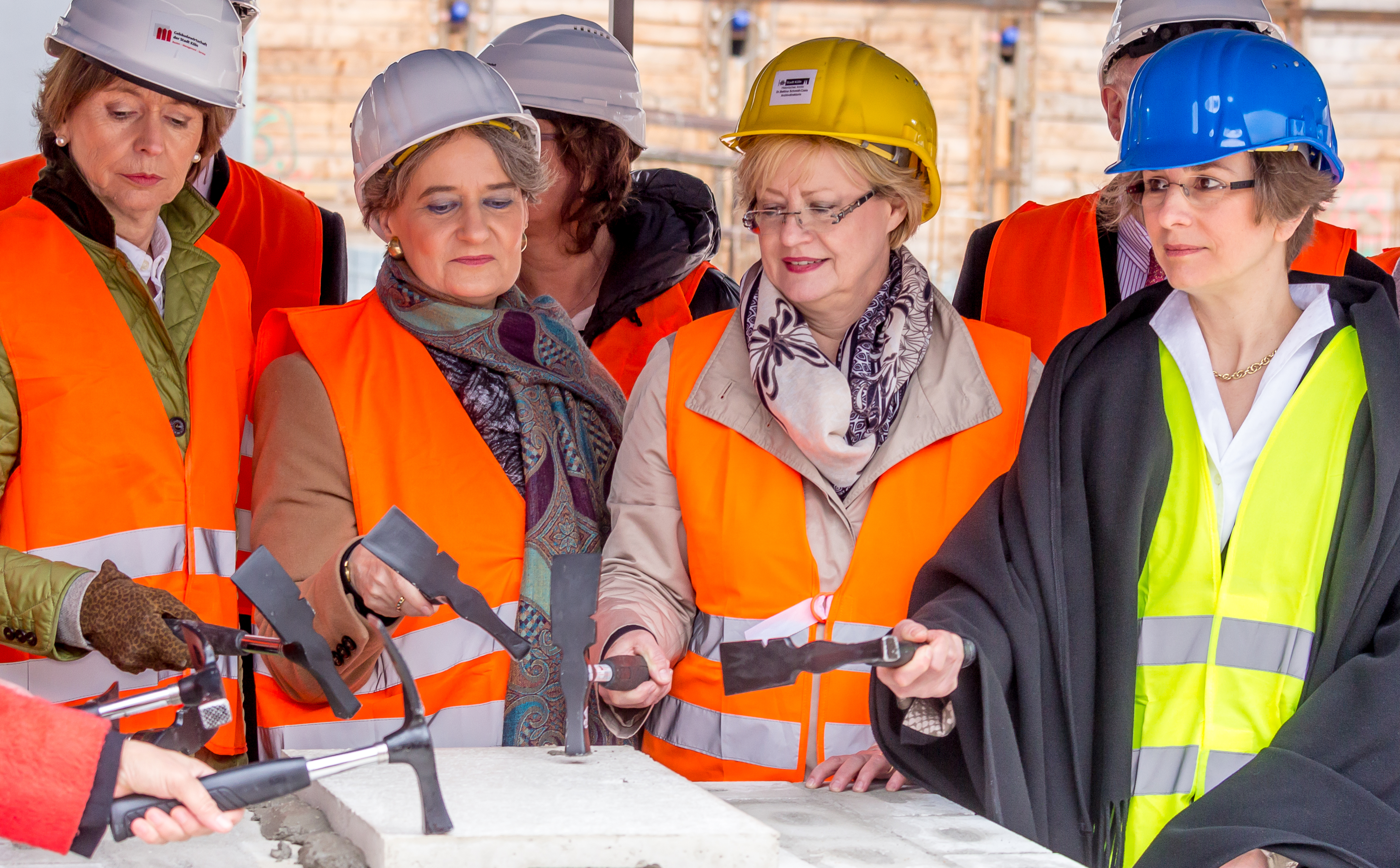
Grundsteinlegung am 17. März 2017: Oberbürgermeisterin Henriette Reker, Kulturdezernentin Susanne Laugwitz-Aulbach, Archivleiterin Bettina Schmidt-Czaia und Bildarchivleiterin Johanna Gummlich

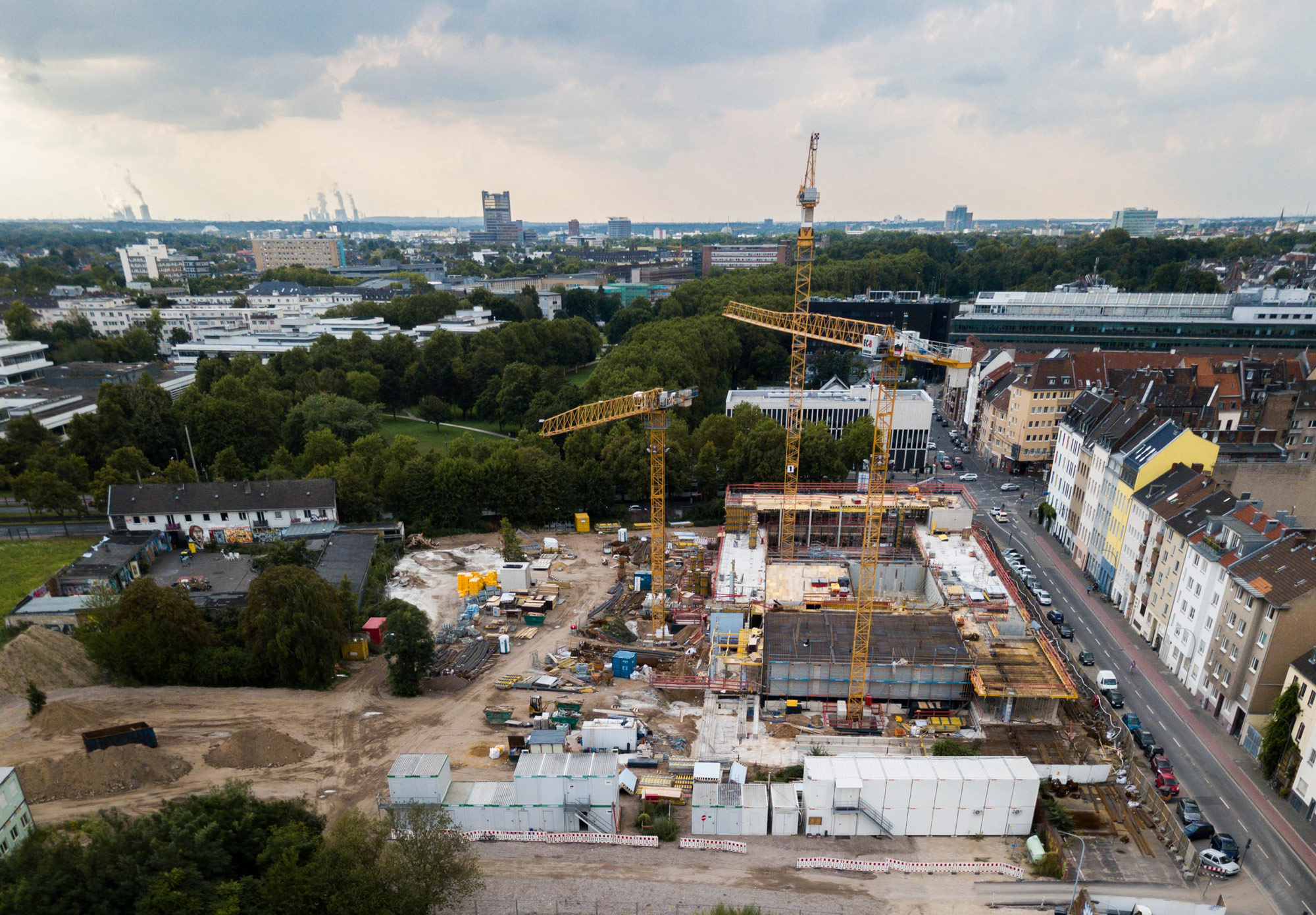
Beginn des Neubaus, 2017

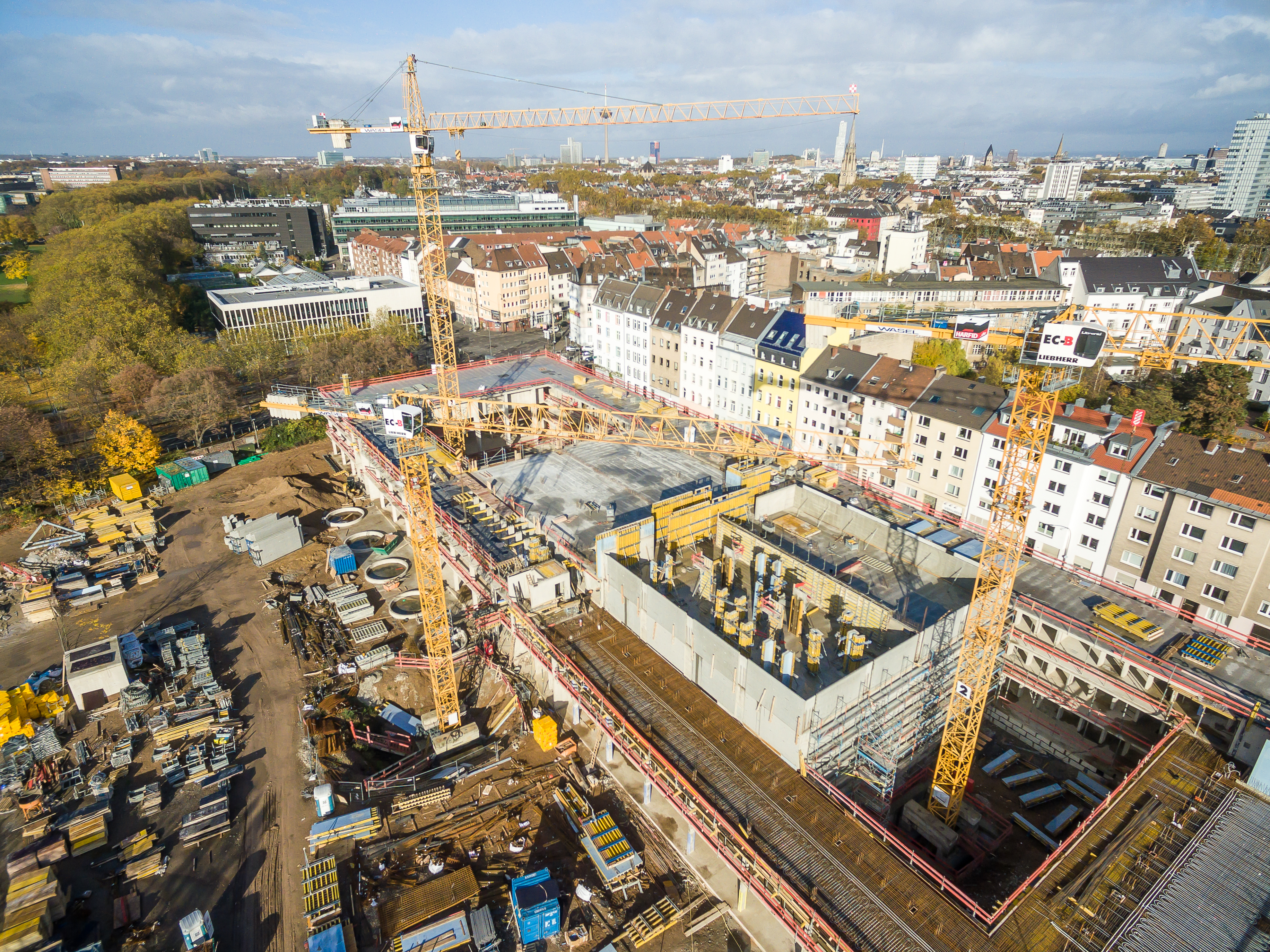
Neubau, Luftaufnahme November 2017

Baubeginn für das nun verkleinerte Archivgebäude war Mitte 2016, die Grundsteinlegung fand am 17. März 2017 statt.; Richtfest wurde am 2. März 2018 gefeiert. Fertiggestellt wurde das dreigeschossige Gebäude im Dezember 2020, der Bezug der Räume fand 2021 statt, die Eröffnung am 3. September 2021. Es stehen auf 22.584 Quadratmetern Fläche rund 50 Regalkilometer und 460 Planschränke für das Historische Archiv zur Verfügung. Das Rheinische Bildarchiv bekommt weitere 2,2 Regalkilometer Lagerfläche. 45 Plätze im Lesesaal stehen für die Arbeit mit Archivgut zur Verfügung. Die Gesamtkosten für den Neubau belaufen sich auf ca. 75,9 Millionen Euro.

#### Architektur und Nutzung des neuen Archivgebäudes

Felix Waechters Neubau kurz vor der Fertigstellung im Januar 2021, von der Luxemburger Straße aus gesehen

Es handelt sich um einen energieeffizienten Bau mit einer Fassade aus Baubronze-Vorhang-Lamellen. Die Lamellen dienen sowohl dem Sonnenschutz als auch einer optimalen Tageslichtausnutzung. Die Baukosten betrugen 90 Millionen Euro und wurden im Wesentlichen eingehalten.
Im Inneren sind neun verschiedene Klimazonen eingerichtet, die die besten Bedingungen für Lufttemperatur und -feuchtigkeit bieten, damit das empfindliche Archivgut nicht geschädigt wird. Ein Lesessal für 45 Nutzer, ein Vortragssaal und etliche Seminarräume bieten Gelegenheiten, die Bildungsaufgabe der Stadt wahrnehmen zu können. Ausstellungen und regelmäßige Führungen sind geplant. Direkt im Haus gibt es die mit 150 Arbeitsplätzen ausgestattete Restaurierungswerkstatt.

## Bestände

### Grundsätzliches
Das Archiv dient als Forschungsstelle für die Geschichtswissenschaft, hält aber grundsätzlich auch für jeden Bürger ein reichliches Informationsangebot bereit. Die Besonderheit des Kölner Stadtarchivs ist die Größe seiner Bestände, insbesondere der Umfang der Altbestände aus der Zeit vor 1814.
Bis zu seinem Einsturz verfügte das Archiv über:
- 65.000 Urkunden ab dem Jahr 922,
- 26 Regalkilometer Akten,
- 104.000 Karten und Pläne sowie 50.000 Plakate und
- 818 Nachlässe und Sammlungen.

### Bestandsgeschichte

#### Schreinswesen und Schreinsbücher
Eine mittelalterliche Form von Archivierung war das Schreinswesen, mit dem die Kölner Bürger ihre Rechtsgeschäfte in schriftlicher Form niederlegten und dokumentierten. Als Schreine bezeichneten im Hochmittelalter die Kirchspielverwaltungen besonders Truhen, in denen Urkunden aufbewahrt wurden. In solchen Truhen, hier insbesondere in denen der Pfarrei St. Laurentius in der Nähe des Kölner Rathauses, wurden bis in die frühe Neuzeit Urkunden aufbewahrt. Sie betrafen Liegenschaftsgeschäfte und wurden in Form von Pergamentbögen oder -büchern aufbewahrt, so dass die Bezeichnung Schreinsbücher gebräuchlich wurde.
Neben den in Köln seit 1130 belegten Schreinsbüchern sind Aufzeichnungen dieser Art vom Ende des 12. Jahrhunderts auch aus Metz und Andernach bekannt.
Bereits im 14. Jahrhundert übernahm, verwahrte und erschloss ein städtisches Archiv in Köln Dokumente. So wird erstmals in einer Verlautbarung des Rates aus dem Jahre 1322 über einen Schuldbrief des Herrn von Falkenburg eine cista civitatis Coloniensis erwähnt, die im Hause des Kölner Patriziers Werner Overstolz in der Rheingasse verwahrt wurde. Das älteste Dokument des Bestandes ist eine Urkunde des Jahres 922.
Diese Urkunden der alten Kölner Schreinsbezirke gelangten Ende des 19. Jahrhunderts in das Archiv der Stadt.

#### Protokollarchiv der Hanse (1594)
Das Aktenarchiv samt den Abschriften der Hanserezesse des Hansekontors in Brügge wurde 1594 von Antwerpen nach Köln als nächstgelegener Hansestadt verbracht und befindet sich seither im Archiv der Stadt Köln. Damit ist das Kölner Archiv neben dem Archiv der Hansestadt Lübeck das wichtigste Archiv für die Hanse und den niederdeutschen Sprachraum.

#### Einrichtung einer Ratsbibliothek (1602)
Am 27. Februar 1602 erließ der Rat der Stadt Köln „zum Behuf einer Bibliothek“ folgenden im Protokollbuch festgehaltenen Beschluss:

„Uff die guidestags rentcammer soll verurkündet werden, eyn anzall geldts alle Franckfurther missen zo ingeltung etlicher boicher in jure denen zu kommen zo laissen, die van den hern syndici befellicht, specificirte stuck zo behoiff eyner neuwen bibliothece inzogelden. Gestalt dieselbe beharlich zo behoiff des rhaidt bey dem archivo uff dem rhaidthuiss moegen verpleiben.“

Es handelte sich um Werke aus den Bereichen der Rechts- und Staatswissenschaften, die auf der Frankfurter Messe (1160 erstmals erwähnt) erworben wurden. Dieser belegte Vorgang zeigt das Interesse der frühen „Stadtväter“ an einer zeitgemäßen, rechtssicheren Verwaltung. Das alte Verwaltungsarchiv mit seiner Bibliothek stand seit 1414 bis zum Ende der alten Reichsstadt in der Franzosenzeit unter der Aufsicht der „Gewulvemeister“ und später unter der eines Gremiums der städtischen Rechtsgelehrten, der Syndici. In Entwürfen des Stadtbaurates Julius Raschdorff (um 1858) für die Baumaßnahmen am Rathauskomplex ist in der Bauzeichnung des Ratsturmes noch das mittelalterliche Archivgewölbe ausgewiesen. Da dieser Raum wohl nicht mehr ausreichte, wurde auch im Spanischen Bau ein „Gewölbe“ wahrscheinlich als Archivraum vorgesehen. Dort war das Stadtarchiv mitsamt der Stadtbibliothek von 1862 bis 1885 untergebracht. Es war eine der wenigen Kölner Bibliotheken, die in französischer Zeit kaum Verluste erlitten hat.

#### Sammlung Ferdinand Franz Wallraf (1824)

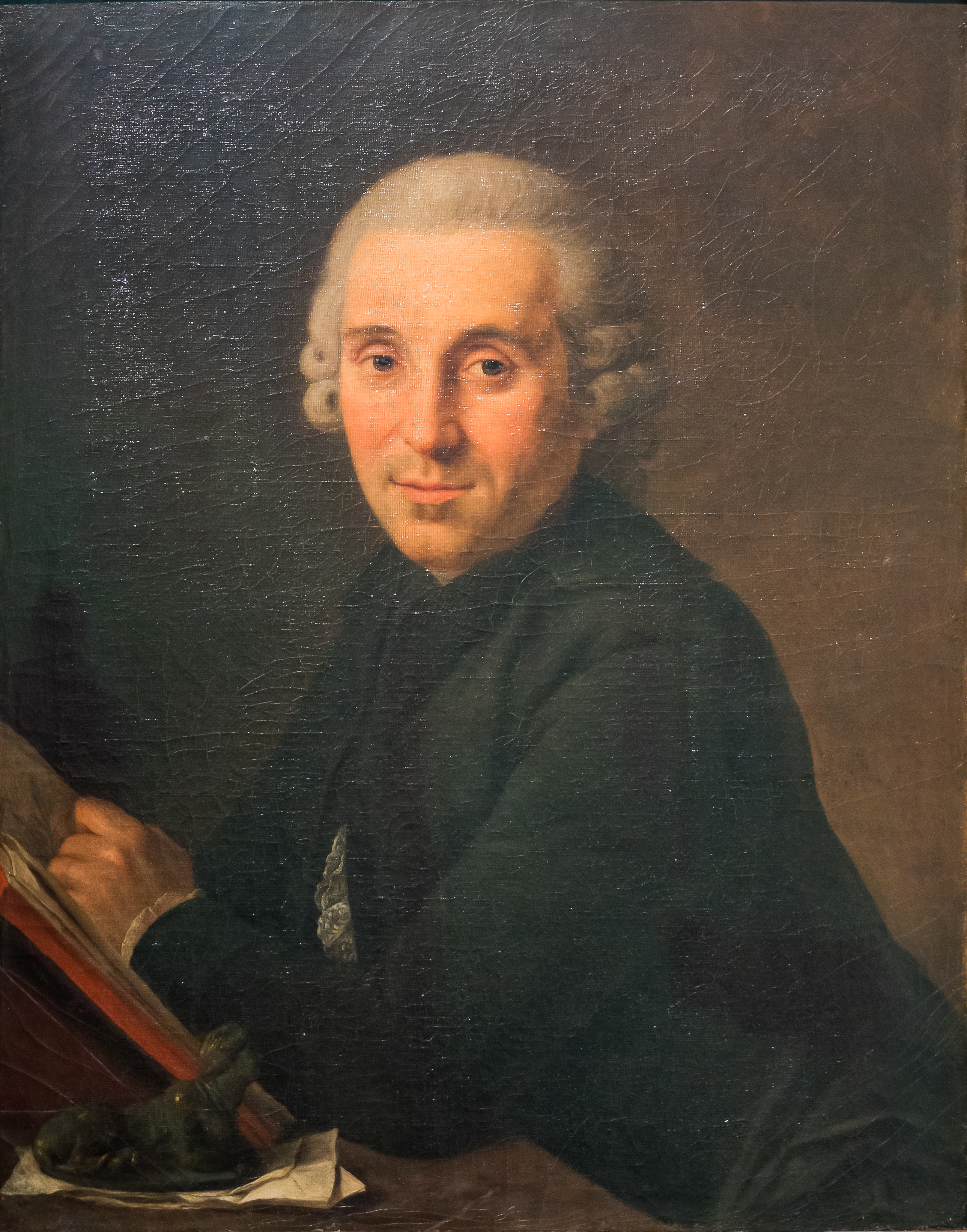
Ferdinand Franz Wallraf, Sammler und Mäzen, 1792

Der Kölner Sammler und Gelehrte Ferdinand Franz Wallraf (1748–1824) trug zu seinen Lebzeiten eine große Sammlung an Büchern, Handschriften, Kunstwerken und anderen Exponaten zusammen, die er der Stadt Köln testamentarisch vermachte. Die Sammlung bildete die Grundlage des heutigen Wallraf-Richartz-Museums, anderer Kölner Museen sowie der Universitäts- und Stadtbibliothek.
Für das Archiv der Stadt ist insbesondere die von Wallraf angelegte umfangreiche Handschriftensammlung von Bedeutung. Nach Wallrafs Tod im März 1824 fungierte sein Freund und Vertrauter Johann Jakob Peter Fuchs als einer der Testamentsvollstrecker. Er bemühte sich zwei Jahre lang mit einer städtischen Kommission um Ordnung und Inventarisierung des Wallrafschen Nachlasses. Diese dann durch Fuchs erstmals erschlossene Sammlung wurde zum Kern der bedeutenden Handschriftenabteilung des Stadtarchivs. Zu dieser Sammlung gehörten etwa ein Autograph des Albertus Magnus aus den Jahren 1258/60 und ein Evangeliar aus St. Pantaleon aus dem 10. Jahrhundert.
Anders als in anderen Städten oder Institutionen gehandhabt, verblieben die Handschriften beim Archiv, als in den 1880er Jahren die Bestände von Stadtarchiv und Stadtbibliothek getrennt wurden. Dem Archiv wurde alles handschriftliche Material und der Bibliothek alle Druckschriften übergeben. Noch bis 1934 war die Universitäts- und Stadtbibliothek Köln baulich mit dem Archiv verbunden.

#### Sammlung Fahne (1900)
Mit dem Hauptbestand der genealogischen Sammlung Anton Fahne kamen 1900 von diesem gerettete Archivbestände zur Geschichte des Herzogtums Berg sowie Colonensia, darunter Schreinsbücher an das Stadtarchiv.

#### Eingemeindungen (1927–2004)
Das Archiv der Stadt Porz ging 1975 über in die Außenstelle Porz als Archiv des Stadtteils Köln-Porz. Dies ist seit Dezember 2003 geschlossen. Die Bestände sind geschlossen und in unveränderter Ordnung in das Historische Archiv der Stadt Köln überführt worden.

#### Kloster- und Stiftsarchive (1949)

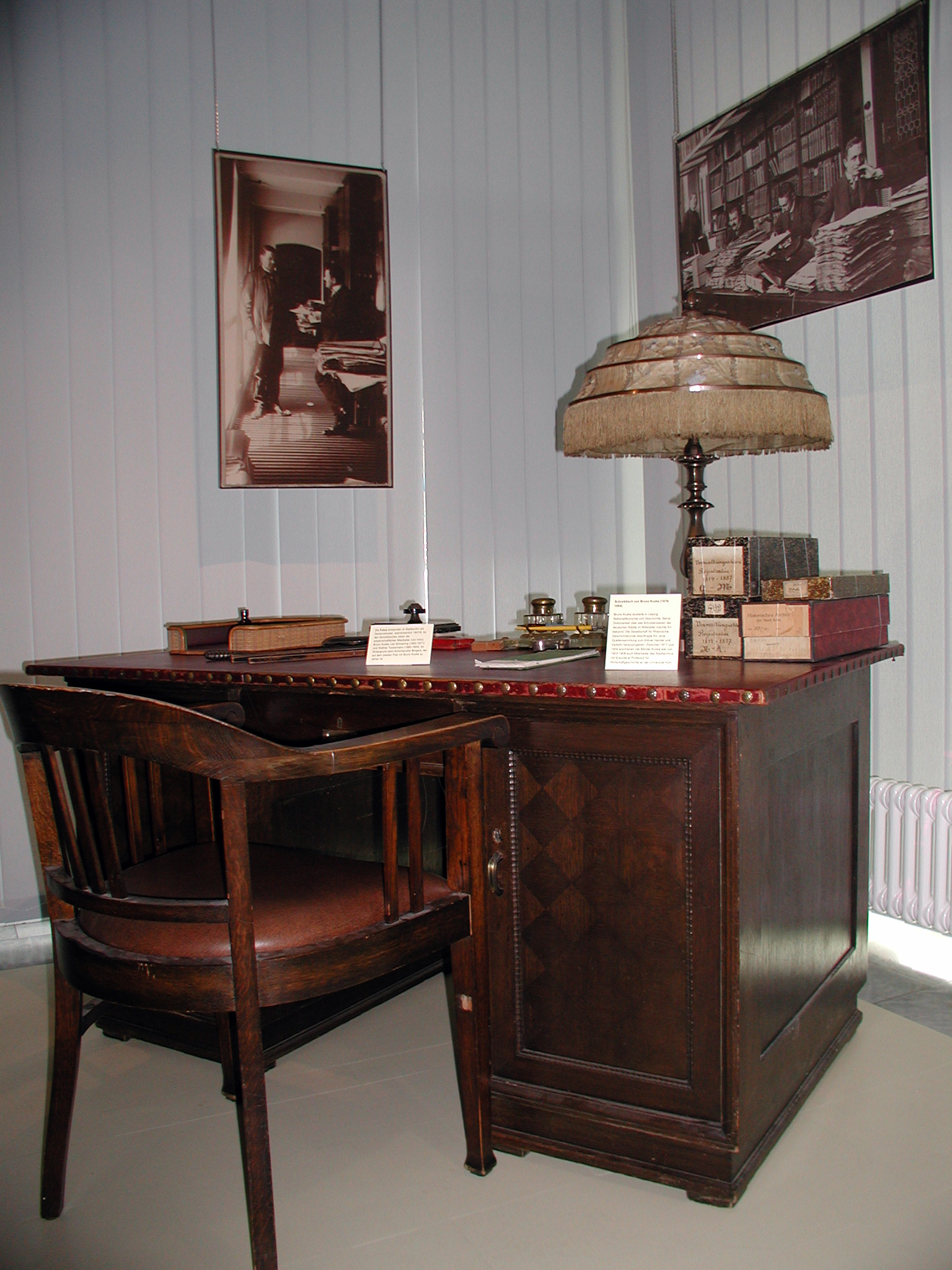
Ausstattungsbeispiel eines Büroraumes um 1890. Ausstellung „150 Jahre Archiv der Stadt Köln“

Nach der Säkularisation gelangten auch die Archive der zahlreichen Klöster und Stifte Kölns nach französischen Vorgaben in die Staatsarchive, so die die Rheinlande betreffenden in das Landesarchiv Düsseldorf. Bemühungen, eine Rückgabe zu erreichen, gelangen erst nach dem Zweiten Weltkrieg. Erst 1949 erreichte der Kölner Oberbürgermeister Hermann Pünder, dass ungefähr 19.000 Urkunden sowie zahlreiche Aktenstücke und Amtsbücher nach Köln zurückkehrten.

#### Personenstandsregister (2008)
Bis 2009 wurden die Personenstandsregister unabhängig von ihrer Entstehungszeit als Schriftgut des Standesamtes angesehen. Nach dem Personenstandsrechtsreformgesetz in der Fassung vom 13. März 2008 wurden die Geburtenregister bis 1898, die Heiratsregister bis 1928 und Sterberegister bis 1978 an das Archiv abgegeben.

### Alte Abteilung (bis 1815)

#### Haupturkundenarchiv
Der sorgfältige Umgang und die sichere Aufbewahrung der von Herrschern, Päpsten und Fürsten der Stadt gewährten Privilegien standen am Anfang der Geschichte des Kölner Stadtarchivs. Zeugnis dieser Sorgfalt war auch die Auslagerung wichtiger Bestände während des letzten Weltkrieges. Die ehemals im Ratsturm gelagerten Urkunden wurden im ersten Findbuch (Alte Repertorien 6) verzeichnet. Diesem Kernbestand mit den wichtigsten Zeugnissen Kölner Vergangenheit, dem „Haupturkundenarchiv“ der Stadt, gab man die Bestandsnummer „1“.

### Nachlässe und Sammlungen
Unter den mehr als 700 privaten Nachlässen befanden sich auch die von Dombaumeister Ernst Friedrich Zwirner, Ferdinand Franz Wallraf, Heinrich Böll, Jakob Ignaz Hittorff, Irmgard Keun, Sulpiz Boisserée, Vilma Sturm, Paul Schallück, Hans Mayer, Hans Bender und René König. Zu den Archiven und Nachlässen von Musikern und Künstlern gehörten Materialien von Jacques Offenbach, Max Bruch, Ferdinand Hiller Günter Wand, Werner Haentjes, Vilém Flusser und des US-amerikanischen Baritons William Pearson. Auch Pläne und Zeichnungen von Architekten wie Hans Schilling, Oswald Mathias Ungers, Wilhelm Riphahn, Karl Band sowie Gottfried und Dominikus Böhm wurden im Gebäude aufbewahrt. Darüber hinaus besaß es Teile des Archivs des Verlages Kiepenheuer & Witsch (KiWi), das Archiv des Pahl-Rugenstein Verlags sowie Vorlässe und Unterlagen von Anne Dorn, Dieter Wellershoff und Günter Wallraff.

#### Bestandübernahmen nach dem Einsturz (ab 2009)
Seit dem Einsturz 2009 wurden 80 neue Bestände übernommen. Bereits im August 2009 erhielt das Archiv die zweite Übernahme zum Nachlass des Fotografen Charles E. Fraser. Es folgten unter anderem die Vor- und Nachlässe von Oberbürgermeister Norbert Burger (2014), Karikaturist Otto Schwalge (2017), Moderator Dieter Thoma und Talkmaster Alfred Biolek (2018).

## Institutionen

### Förderverein
Am 16. August 2006 wurde der Förderverein Freunde des Historischen Archivs der Stadt Köln e. V. gegründet, der konstant rund 360 Mitglieder hat (Stand: November 2024). Äußerer Anlass für die Vereinsgründung war das 600-jährige Jubiläum der Errichtung des Rathausturms. Die Satzung sieht vor, das Archiv in jeglicher Weise mit Sach- oder Geldspenden zu fördern. Für die anstehenden Restaurierungsarbeiten hat der Verein ein Spendenkonto eingerichtet.

### Digitales Historisches Archiv Köln
Wenige Tage nach dem Einsturz des Archivs wurde das digitale Historische Archiv Köln (DHAK) online gestellt, das ehemaligen Besucherinnen und Besuchern ermöglichte, ihre Kopien, Fotos, Mikrofilme usw. in einer Datenbank zu registrieren und frei zugänglich zu machen. 2017 wurde eine überarbeitete Version der Tektonik online gestellt, die Digitalisate der Sicherungsverfilmungen präsentiert.

### Fachbeirat
Im September 2009 gründete sich ein externer Fachbeirat aus Vertretern deutscher und ausländischer Archive und Archivverbänden, Historikern und Restauratoren, der den Prozess des Wiederaufbaus begleitet.

### StiftungStadtGedächtnis
Nach einem städtischen Ratsbeschluss von September 2009 wurde im Juli 2010 die Stiftung StadtGedächtnis gegründet. Gründungsstifter sind die Stadt Köln, das Land Nordrhein-Westfalen, das Erzbistum Köln und die evangelische Kirche im Rheinland. Das Stiftungskapital beträgt 4,2 Millionen Euro. Schirmherr der Stiftung war zunächst der damalige Bundespräsident Christian Wulff und ab 2012 sein Nachfolger Joachim Gauck. Zum hauptamtlichen Vorsitzenden ab 1. Oktober 2011 wurde der Literaturwissenschaftler Stefan Lafaire bestimmt.
Die Stiftung sollte in den kommenden 50 Jahren 350 bis 500 Millionen Euro einwerben, um damit die beim Einsturz des Historischen Archivs der Stadt Köln beschädigten Archivalien zu restaurieren, zu digitalisieren, zu erforschen und in ihrem Bestand zusammenzuführen. Im Jahr 2012 sammelte die Stiftung etwa 95.000 Euro an Geld- und Sachspenden, die Ausgaben beliefen sich im selben Zeitraum auf rund 600.000 Euro, davon etwa 220.000 Euro Personalkosten. Am Jahresende betrug das Defizit rund 370.000 Euro.
Stefan Lafaire schied zum 31. Dezember 2014 als Vorstandsvorsitzender aus; zum Nachfolger wurde im März 2015 mit Wirkung zum 1. April 2015 der pensionierte Notar Konrad Adenauer als Vorstandsvorsitzender und Geschäftsführer bestellt. Das Stiftungsbüro wurde zum Jahresende 2017 gekündigt. Das Stiftungskapital von etwas mehr als vier Millionen Euro ist komplett in Wertpapieren angelegt und wirft bei der aktuellen Zinslage einfach zu wenig ab, so Konrad Adenauer.
2018 wurde die Stiftung in eine Verbrauchsstiftung umgewandelt und vom verbleibenden Stiftungskapital werden aktuell 2 Papierrestauratorinnen im Archiv bezahlt.

## DiPS.kommunal
Das Historische Archiv der Stadt Köln ist außerdem eine der Betriebsstätten der elektronischen Langzeitarchivlösung DiPS.kommunal, die für kommunale Archive in NRW bereitgestellt wird. Ein Support-Team des Archivs unterstützt kommunale Archive im Rheinland bei der Einführung und Verwendung der Verbundlösung.

## Auszeichnungen
- Kölner Architekturpreis 2024[142]

## Persönlichkeiten
Neben den bereits weiter oben genannten Direktoren des Stadtarchivs ist Adolf Ulrich (1860–1889) hervorzuheben. Der spätere Archivar von Hannover absolvierte hier 1884/85 sein Volontariat.

## Weiterführende Medienangebote

### Publikationen des Archivs
- Mitteilungen aus dem Stadtarchiv von Köln (erscheinen seit 1882)[144] (ältere, von Google Book Search digitalisierte Bände wurden auf Wikimedia Commons zugänglich gemacht)
- Thomas Deres (Bearbeiter): Der Kölner Rat. Biographisches Lexikon. Band I: 1794–1919 (= Mitteilungen aus dem Stadtarchiv von Köln, Band 92). Stadtarchiv Köln 2001, ISBN 3-928907-09-3.
- Das Schatzhaus der Bürger mit Leben erfüllt – 150 Jahre Überlieferungsbildung im Historischen Archiv der Stadt Köln. Beiträge des Symposiums anlässlich des 150-jährigen Jubiläums am 19. Oktober 2007. In: Bettina Schmidt-Czaia (Hrsg.): Mitteilungen aus dem Stadtarchiv von Köln. Band 98. Historisches Archiv der Stadt Köln, 2011, ISBN 978-3-928907-20-0.
- Historisches Archiv der Stadt Köln (Hrsg.): Die Kölner Mittwochsgespräche 1950–1956: Freier Eintritt Freie Fragen Freie Antworten, Köln 1991.
- Historisches Archiv der Stadt Köln (Hrsg.): Das Atelier Mary Bauermeister in Köln 1960–62: intermedial, kontrovers, experimentell, Emons, Köln 1993, ISBN 3-924491-43-7.
- Ausstellungsbroschüre des Stadtarchivs zu seinem 150-jährigen Jubiläum, 2007, 44 S., PDF-Datei, mit zahlreichen Abbildungen aus den Archivbeständen (5,09 MB).
- Historisches Archiv der Stadt Köln – Amt für Presse- und Öffentlichkeitsarbeit: Bergen, Ordnen, Restaurieren. Der Wiederaufbau des Historischen Archivs der Stadt Köln, Köln 2012.
- Max Plassmann (Hrsg.): ParallelUNIversum?! Köln und seine Universität seit 1919. Begleitband zur Ausstellung des Historischen Archivs der Stadt Köln, 8. Mai bis 10. November 2019. Köln 2019, ISBN 978-3-928907-37-8.
- Bettina Schmidt-Czaia (Hrsg.): Am Strom. Köln und seine Häfen von der Antike bis in die Gegenwart (Mitteilungen aus dem Stadtarchiv von Köln Band 106). Köln 2021, ISBN 978-3-928907-45-3.
- Bettina Schmidt-Czaia (Hrsg.) und Werner Jung: Der Kölner Rat, Biografisches Lexikon, Band 2: 1919-1945, herausgegeben vom Historischen Archiv und dem NS-Dokumentationszentrum (= Mitteilungen aus dem Stadtarchiv von Köln, Band 110). Historisches Archiv Stadt Köln, ISBN 978-3-928907-52-1.
- Bettina Schmidt-Czaia (Hrsg.): Künstlerische Überlieferung im Archiv (= Mitteilungen aus dem Stadtarchiv von Köln, Band 112). Köln 2023, ISBN 978-3-928907-55-2.[145]

### Filmdokumentationen
- Video: „Hilfseinsatz für wertvolle Bücher“ tagesschau.de, 12. Mai 2009, 2:55 Min (nicht mehr online verfügbar).
- Ein Jahr nach dem Einsturz – Wie Köln sein Gedächtnis wieder findet. Dokumentation, Deutschland, 2010, 45 Min., Buch und Regie: Werner Kubny, Per Schnell und Kamilla Pfeffer, Produktion: WDR, Erstausstrahlung: 26. Februar 2010, Inhaltsangabe bei Inetbib

### Allgemeines
- Website des Historischen Archivs bei der Stadt Köln
- Website des Fördervereins „Freunde des historischen Archivs der Stadt Köln e. V.“
- Website der Stiftung Stadtgedächtnis
- Neues Kölner Stadtarchiv ist fertig
- Wie funktioniert eigentlich ein Archiv?

### Bestandsübersichten und einzelne Digitalisate
- Das digitale historische Archiv Köln
- Eintrag zur Archivbibliothek im Handbuch der historischen Buchbestände
- Bestände im Archivportal-D
- Archivportal NRW
- Digitale Erfassung, historische und sprachgeschichtliche Auswertung der Aufzeichnungen des Kölner Bürgers Hermann Weinsberg (1518–1597). Ein interdisziplinäres DFG-Forschungsprojekt der Abteilungen für Rheinische Landesgeschichte und Sprachforschung am Institut für geschichtliche Landeskunde der Rheinlande der Universität Bonn

### Berichterstattung zum Einsturz
- Schätze aus dem Stadtarchiv. Artikelserie. In: ksta.de. Archiviert vom Original (nicht mehr online verfügbar) am 26. April 2012; abgerufen am 17. Juni 2022.
- Der Einsturz des Stadtarchivs. Artikeldossier. In: ksta.de. 2009, archiviert vom Original (nicht mehr online verfügbar) am 13. Januar 2012; abgerufen am 22. Juni 2022.
- Themen-Schwerpunkt, WDR
- 4-teilige taz-Artikelserie von Dietmar Bartz aus dem EVZ: „Wir lesen nicht“ (1), Köln contra Köln (2), Schimmelalarm (3), „Das wird noch Oktober“ (4)
- Andreas Wyputta, Pascal Beucker: Das Loch von Köln In: www.taz.de, 16. Januar 2018: „Neun Jahre ist es her, da versank das Stadtarchiv der Domstadt in einer U-Bahn-Baugrube. Erst jetzt beginnt der Prozess. Und viele Jahre wird es noch dauern, bis alle Schätze des Archivs restauriert sind“
- Marfa Heimbach: 03.03.2009 – Einsturz des Historischen Archivs Köln. WDR ZeitZeichen vom 3. März 2014 (Podcast).